# Ford Mondeo
Ford Mondeo (укр. Форд Мондео) — автомобілі середнього класу (Клас D), що виробляються європейською філією концерну Ford. Вони виготовляються з 1993 року.
Назва походить від французького слова «Le Monde», що в перекладі означає «світ».

## Перше покоління (GBP/BNP) (1993—1996)
Mondeo першого покоління вперше був представлений 8 січня 1993 року, а продажі почалися 22 березня цього ж року. На розробку та реалізацію проекту Mondeo в корпорації Ford було витрачено 6 мільярдів доларів. Автомобіль був задуманий як модель, призначена для широких мас. Був доступний як чотиридверний седан, п'ятидверний хетчбек і п'ятидверний універсал, всі моделі для європейського ринку вироблялися на заводі Форда в бельгійському містечку Генку. Машина дуже сподобалася європейцям, що призвело Mondeo до одержання почесного титулу «Європейський автомобіль 1994 року».
Mondeo змінив в модельному ряду Ford Sierra у Європі та Ford Telstar в значній частині Азії, в той час як Ford Contour і Mercury Mystique замінили Ford Tempo і Mercury Topaz в Північній Америці. На відміну від Sierra, Mondeo має передній привід, рідше повний привід, який доступний тільки в автомобілях першого покоління.
Існувало 4 стандартні комплектації — CLX, GLX, Si і Ghia. В якості обладнання пропонувалися круїз-контроль, кондиціонер, бічні подушки безпеки, бортовий комп'ютер, люк та багато іншого. В серпні 1993 року в стандартне обладнання Mondeo стала входить система ABS.
В 1994 році дебютував 6-циліндровий двигун об'ємом 2,5 л потужністю 170 к.с.
В 1995 році виходить повноприводна версія з бензиновим 2,0 л потужністю 131 к.с.

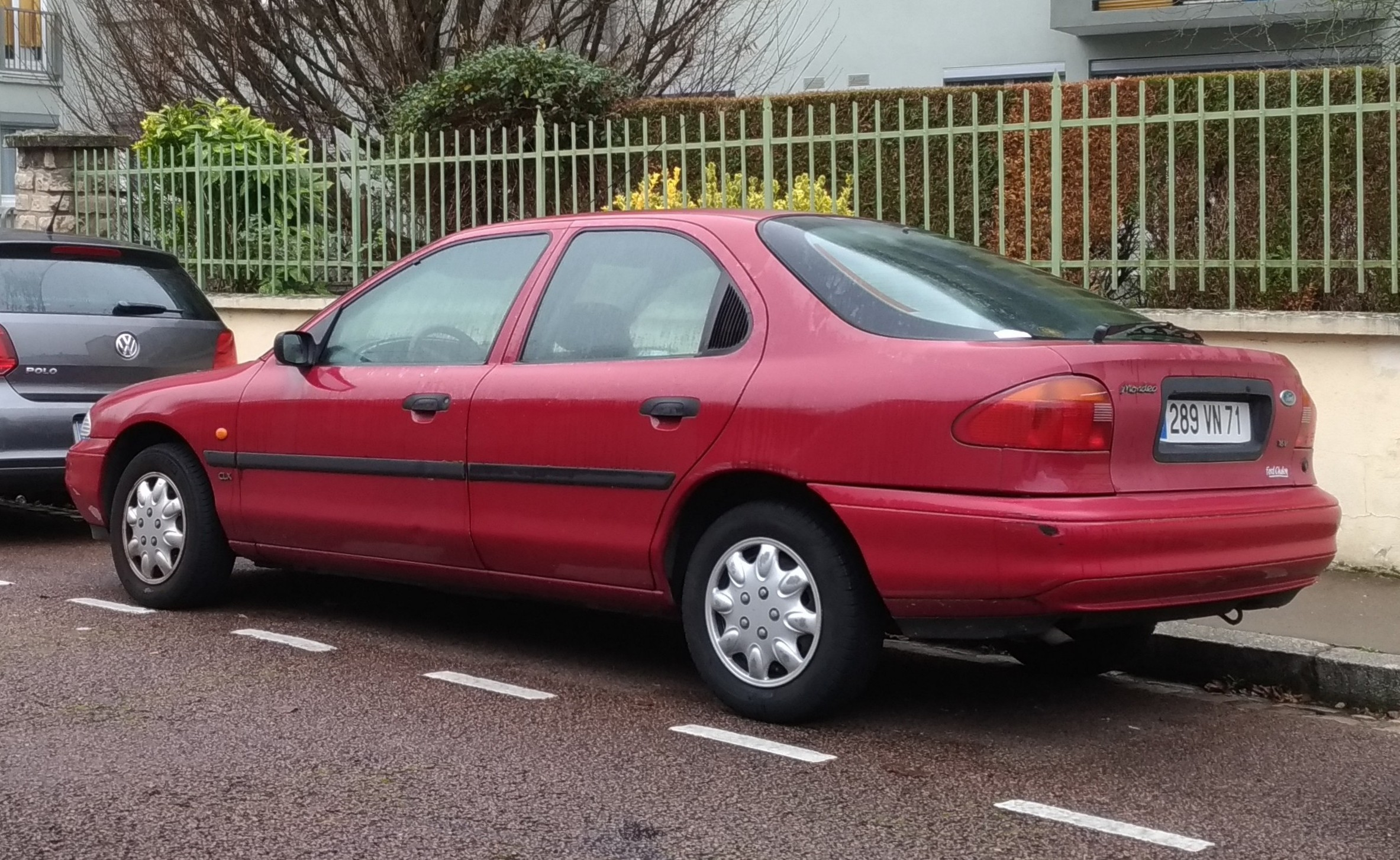
Ford Mondeo хетчбек (1993–1996)
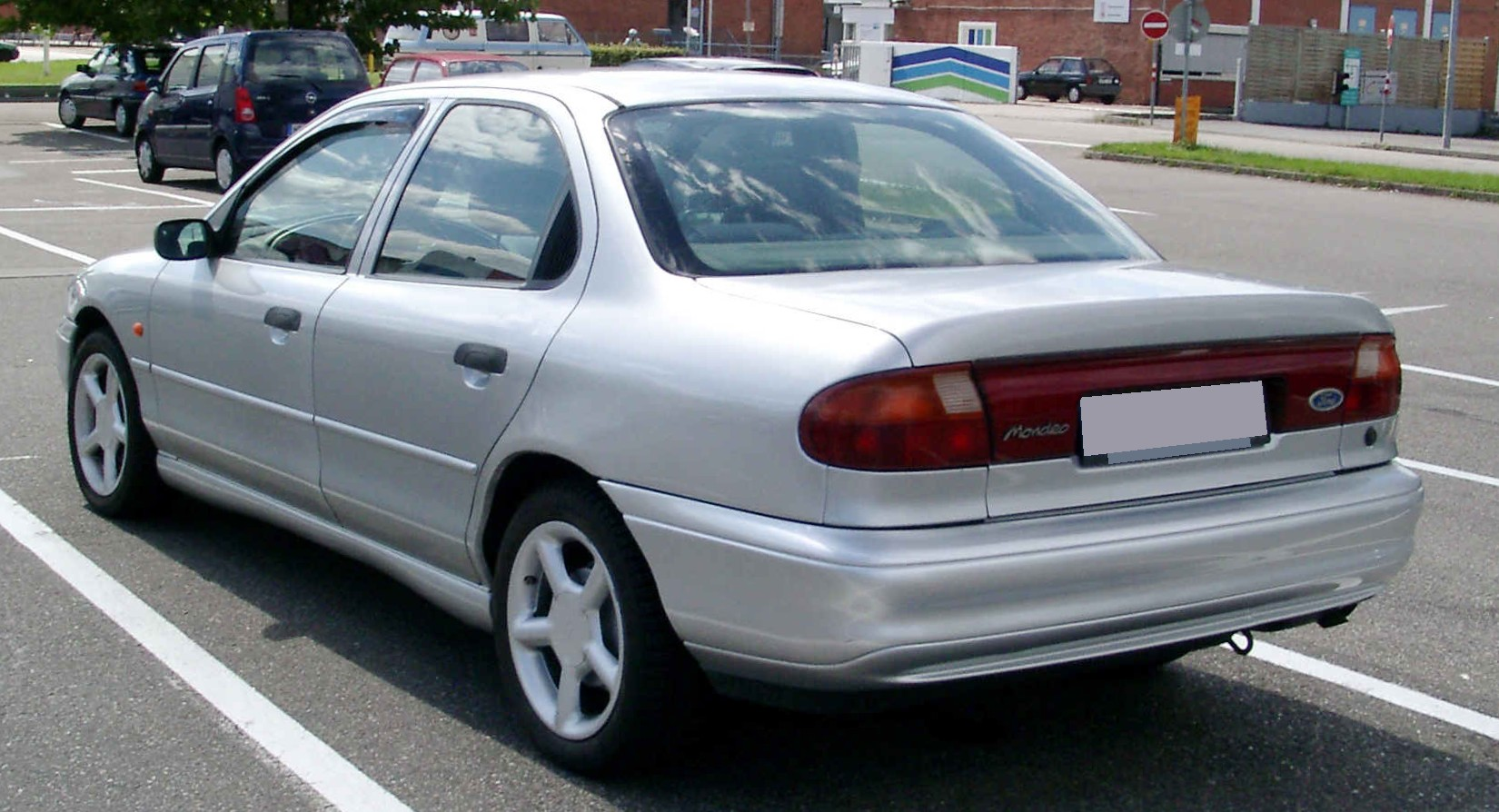
Ford Mondeo седан (1993–1996)
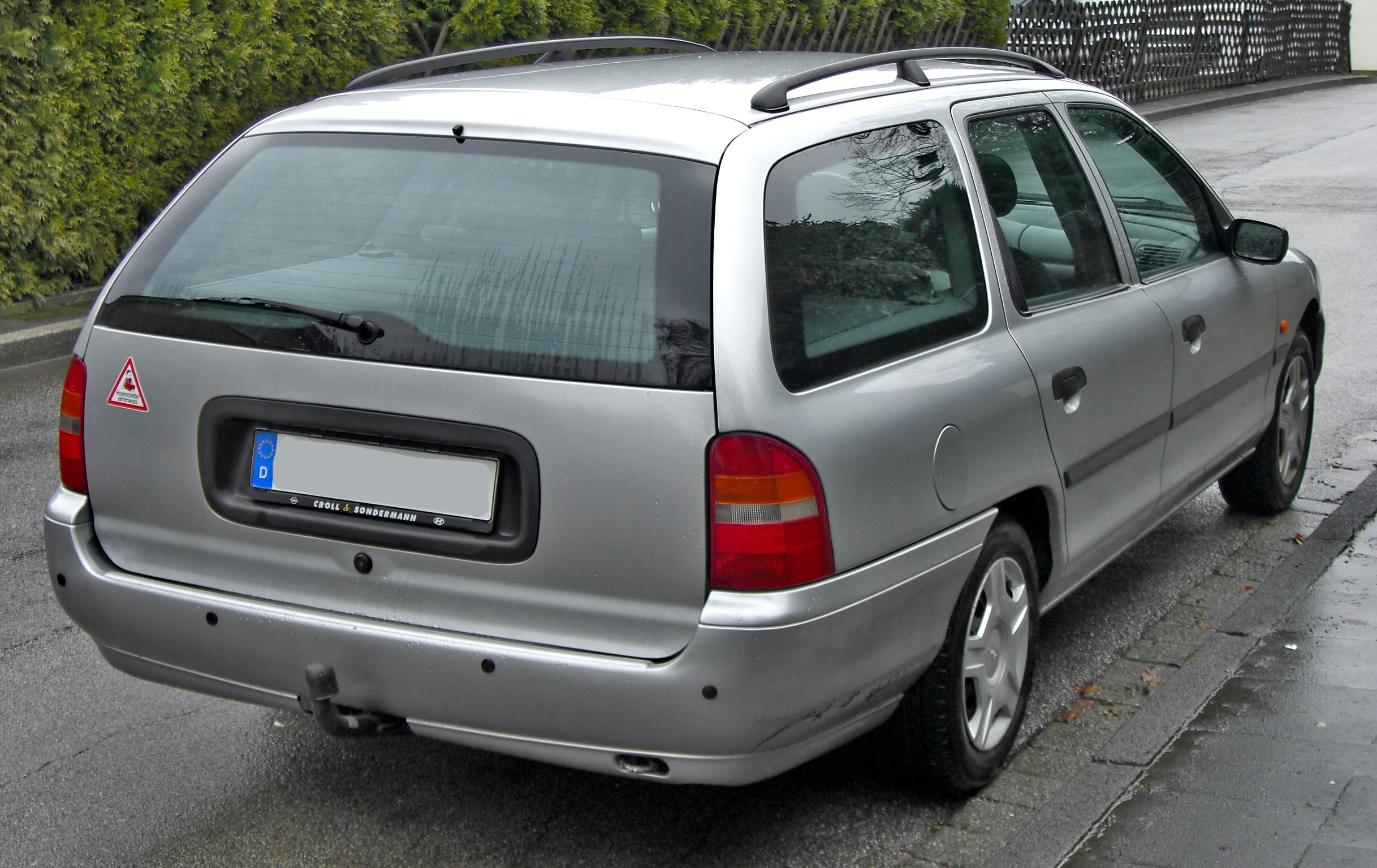
Ford Mondeo Turnier (1993–1996)

### Двигуни[2]
| Бензинові | Бензинові        | Бензинові | Бензинові                         | Бензинові             | Бензинові        | Бензинові    |
| Модель    | Циліндри/Клапани | Об'єм     | Потужність                        | Крутний момент        | Vмакс            | Роки випуску |
| --------- | ---------------- | --------- | --------------------------------- | --------------------- | ---------------- | ------------ |
| 1.6       | 4/16             | 1597 см³  | 65 кВт (88 к.с.) при 5250 об/хв   | 138 Нм при 3500 об/хв | 180 [175] км/год | 1994–1996    |
| 1.6       | 4/16             | 1597 см³  | 66 кВт (90 к.с.) при 5250 об/хв   | 138 Нм при 3500 об/хв | 180 [175] км/год | 1993–1995    |
| 1.8       | 4/16             | 1796 см³  | 82 кВт (112 к.с.) при 5750 об/хв  | 158 Нм при 3750 об/хв | 195 [184] км/год | 1994–1996    |
| 1.8       | 4/16             | 1796 см³  | 85 кВт (115 к.с.) при 5750 об/хв  | 158 Нм при 3750 об/хв | 195 [184] км/год | 1993–1994    |
| 2.0       | 4/16             | 1988 см³  | 100 кВт (136 к.с.) при 6000 об/хв | 180 Нм при 4000 об/хв | 204 [199] км/год | 1993–1996    |
| 2.0       | 4/16             | 1988 см³  | 105 кВт (143 к.с.)                |                       |                  | 1993–1996    |
| 2.5       | 6/24             | 2544 см³  | 125 кВт (170 к.с.) при 6250 об/хв | 220 Нм при 4250 об/хв | 225 [215] км/год | 1994–1996    |
| Дизельний |                  |           |                                   |                       |                  |              |
| Модель    | Циліндри/Клапани | Об'єм     | Потужність                        | Крутний момент        | Vмакс            | Роки випуску |
| 1.8 TD    | 4/8              | 1753 см³  | 65 кВт (88 к.с.) при 4500 об/хв   | 178 Нм при 2000 об/хв | 181 км/год       | 1993–1996    |

## Друге покоління (BAP/BFP/BNP) (1996—2000)
В жовтні 1996 року автомобілю значно освіжили зовнішність (тому можна вважати, що відбулася зміна поколінь). Ford врахував критику з приводу слабкого головного світла і невиразного дизайну, оновлений Mondeo став виглядати набагато виразніше. На американському ринку продавалися аналоги цієї моделі — Ford Contour і Mercury Mystique. Відмінною рисою став перед авто, змінені фари і ґрати радіатора, це ознаменувало новий дизайн автомобілів Ford, Було доступно три варіанти кузова: седан, ліфтбек і універсал.
На автомобіль встановлювалася нова пасивно підрулююча підвіска Quadralink, що помітно поліпшує стійкість і керованість автомобіля.
На автомобіль Ford дає шестирічну гарантію від наскрізної корозії.
З'явилися дві «заряджені» версії ST24 і ST200 з 2,5-літровим V6 різного ступеня форсування.

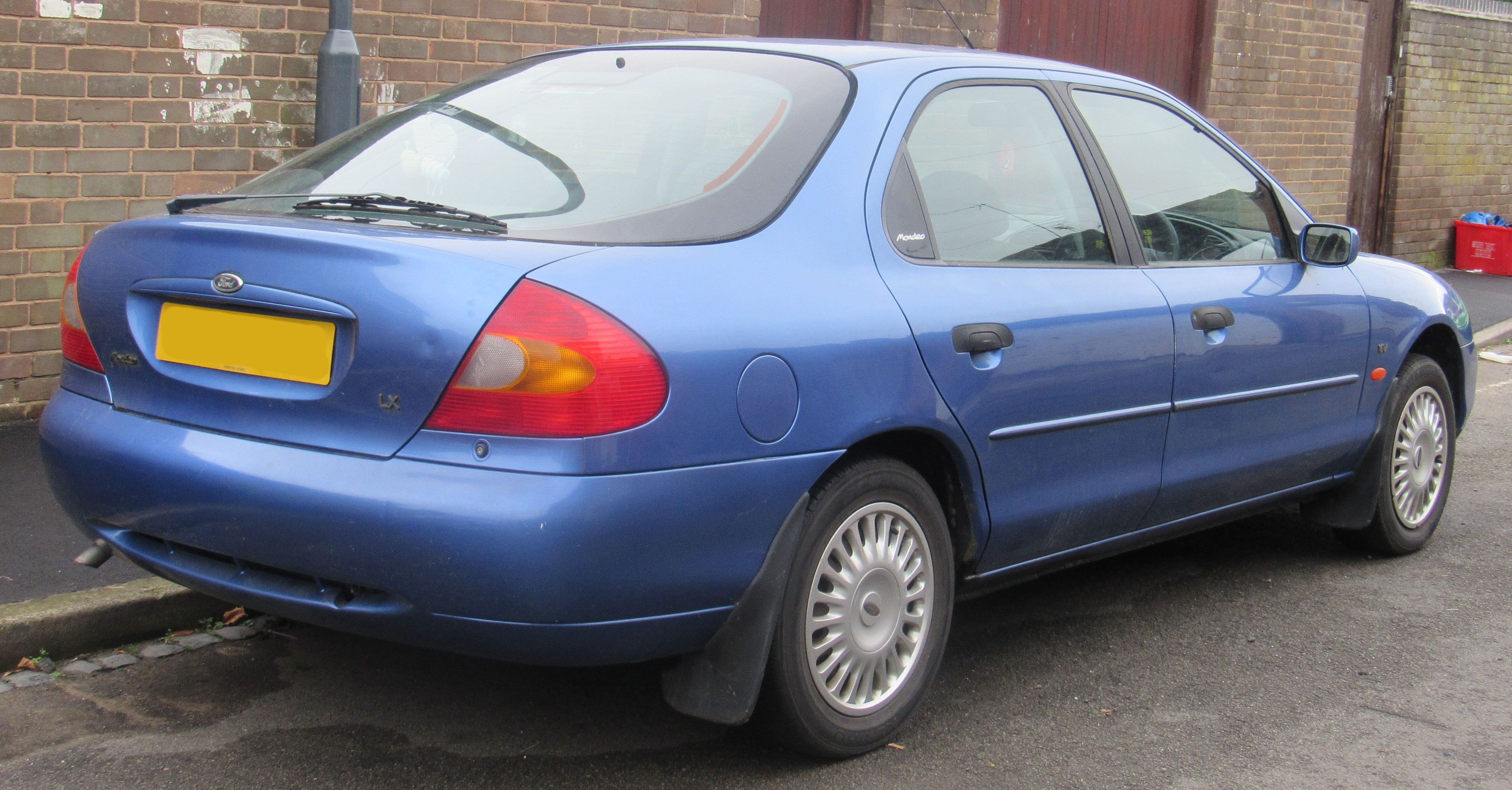
Ford Mondeo хетчбек (1996–2000)
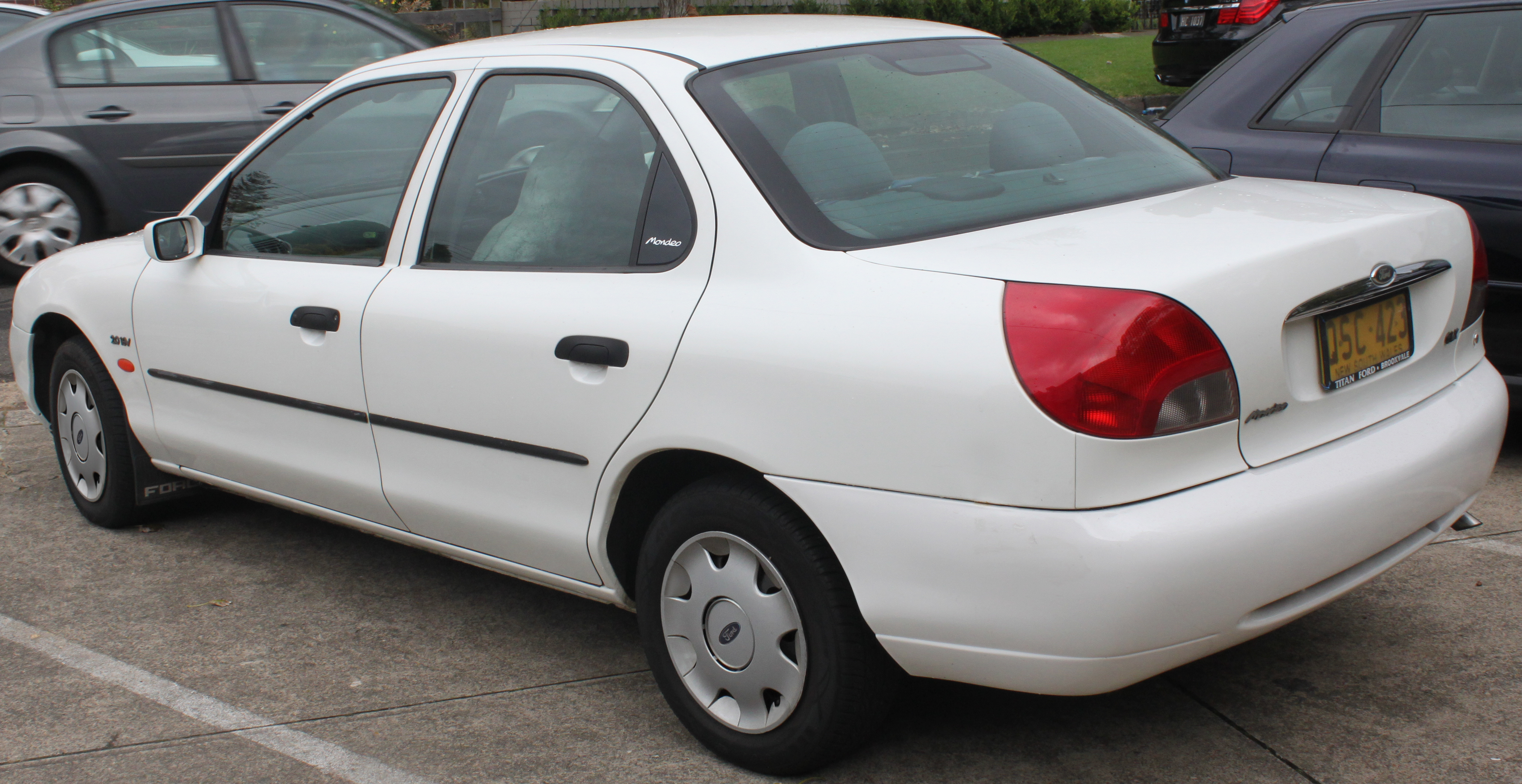
Ford Mondeo седан (1996–2000)
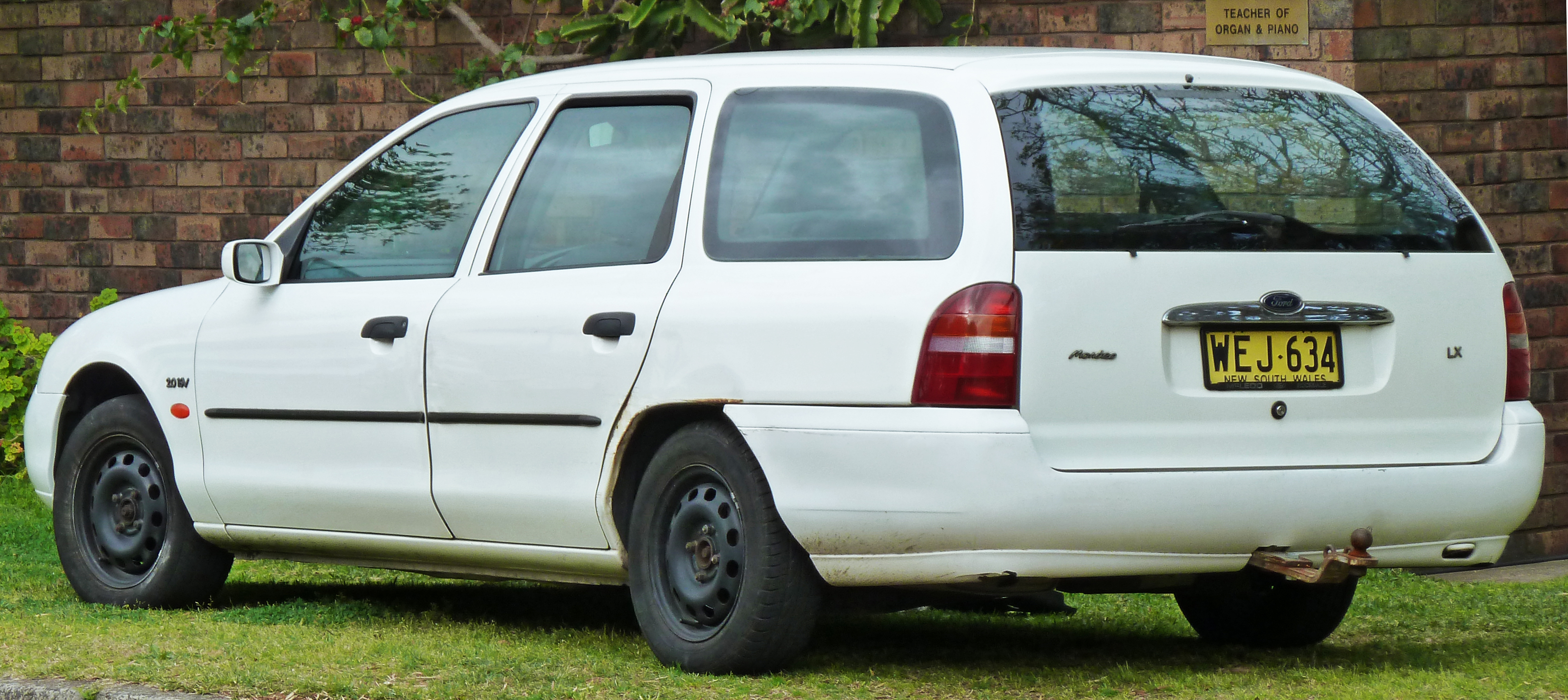
Ford Mondeo Turnier (1996–2000)
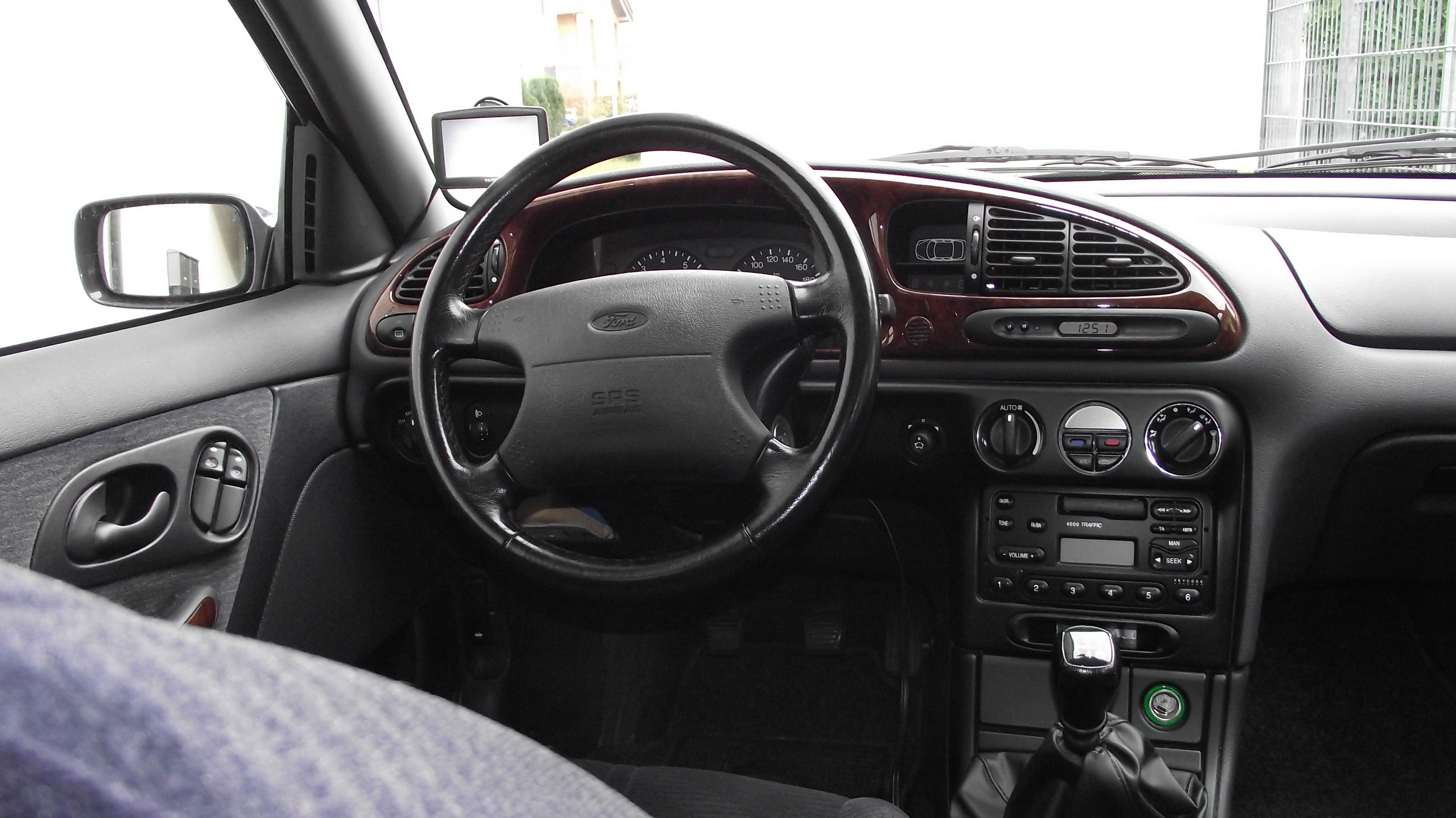
Салон Mondeo Ghia
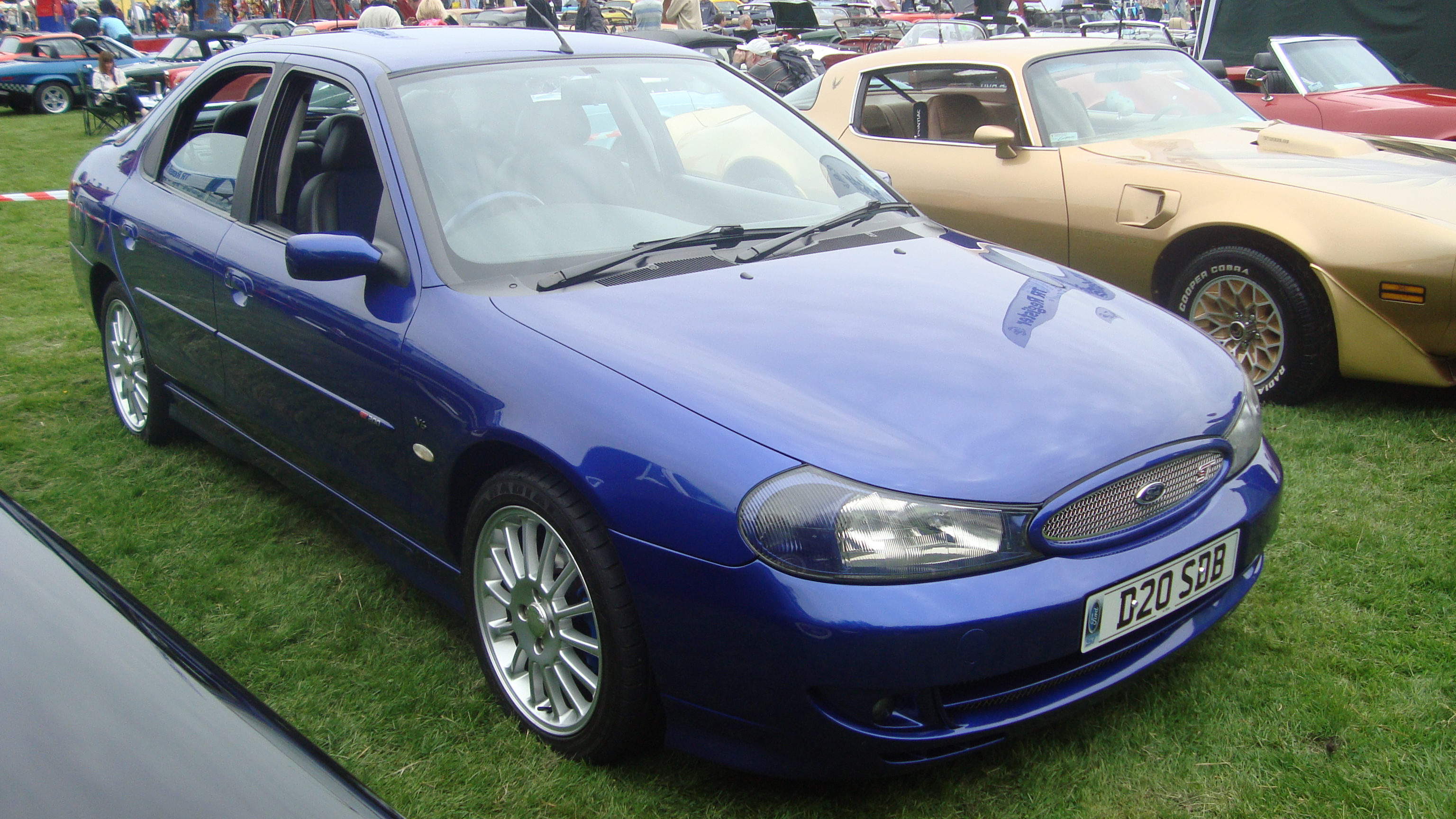
Ford Mondeo ST200

### Двигуни[2]
| Бензиновий | Бензиновий       | Бензиновий | Бензиновий                        | Бензиновий            | Бензиновий | Бензиновий   |
| Модель     | Циліндри/Клапани | Об'єм      | Потужність                        | Крутний момент        | Vмакс      | Роки випуску |
| ---------- | ---------------- | ---------- | --------------------------------- | --------------------- | ---------- | ------------ |
| 1.6        | 4/16             | 1597 см³   | 66 кВт (90 к.с.) при 5250 об/хв   | 138 Нм при 3500 об/хв | 180 км/год | 1996–1999    |
| 1.6        | 4/16             | 1597 см³   | 70 кВт (95 к.с.) при 5250 об/хв   | 142 Нм при 3600 об/хв | 185 км/год | 1999–2000    |
| 1.8        | 4/16             | 1796 см³   | 85 кВт (115 к.с.) при 5750 об/хв  | 158 Нм при 3750 об/хв | 195 км/год | 1996–2000    |
| 2.0        | 4/16             | 1988 см³   | 96 кВт (130 к.с.) при 5700 об/хв  | 178 Нм при 3700 об/хв | 206 км/год | 1996–2000    |
| 2.5        | 6/24             | 2544 см³   | 125 кВт (170 к.с.) при 6250 об/хв | 220 Нм при 4250 об/хв | 215 км/год | 1996–1999    |
| 2.5        | 6/24             | 2495 см³   | 125 кВт (170 к.с.) при 6250 об/хв | 220 Нм при 4250 об/хв | 215 км/год | 1999–2000    |
| 2.5 ST200  | 6/24             | 2495 см³   | 151 кВт (205 к.с.) при 6500 об/хв | 235 Нм при 5500 об/хв | 231 км/год | 1999–2000    |
| Дизельний  |                  |            |                                   |                       |            |              |
| Модель     | Циліндри/Клапани | Об'єм      | Потужність                        | Крутний момент        | Vмакс      | Роки випуску |
| 1.8 TD     | 4/8              | 1753 см³   | 66 кВт (90 к.с.) при 4500 об/хв   | 177 Нм при 2250 об/хв | 191 км/год | 1996–2000    |

## Третє покоління (B4Y/B5Y/BWY) (2000—2007)
Ford Mondeo третього покоління дебютував в жовтні 2000 року. Автомобіль став більшим за попередника і як і раніше випускався з кузовами седан, хетчбек і універсал. Крім того, вперше на Mondeo з'явився двигун з безпосереднім упорскуванням об'ємом 1,8 літра і 3,0 л V6 потужністю 204 або 226 (версія ST).
Кузов Mondeo III по стійкості до деформацій на кручення на 60 % міцніший за кузов свого попередника. При цьому передня його частина на 43 % виготовлена з високоміцних сталей, а завдяки 24-етапній обробці металу при фарбуванні і збірці кузова, на новий Mondeo дається 12-річна гарантія від наскрізної корозії.
Mondeo III пропонується у варіантах Core, Trend і Ghia.
В салоні просторо не тільки попереду, але і ззаду. Об'єм багажника становить 500 літрів. У стандартну комплектацію входять кондиціонер, травмобезпечні електросклопідйомники і багато іншого.
Mondeo обладнані аудіосистемами і допускають установку супутникових навігаційних систем. Передбачена установка мультимедійних систем з двома незалежними екранами на зворотному боці передніх підголівників.
Навесні 2003 року Ford Mondeo був модернізований (фейсліфтінг і доопрацьований дизайн інтер'єру), а навесні 2005 року на європейському ринку були представлені рестайлінгові версії 2006 модельного року.
Модельний ряд доповнився новою серією оздоблення інтер'єру Titanium і більш просунутою Titanium X. «Титанова» комплектація є в першу чергу альтернативою розкішній Ghia і Ghia Executive. Там, де було дерев'яне оздоблення, тепер красуються високотехнологічні вставки з хрому, обробка центральної консолі і накладки на дверях кольору Titanium.
Електронна система стабілізації (ESP) укупі з антипробуксовочною системою (TCS), включені в список серійного обладнання для всіх комплектацій, обладнаних двигуном V6, істотно полегшують керування автомобілем в екстремальних умовах.

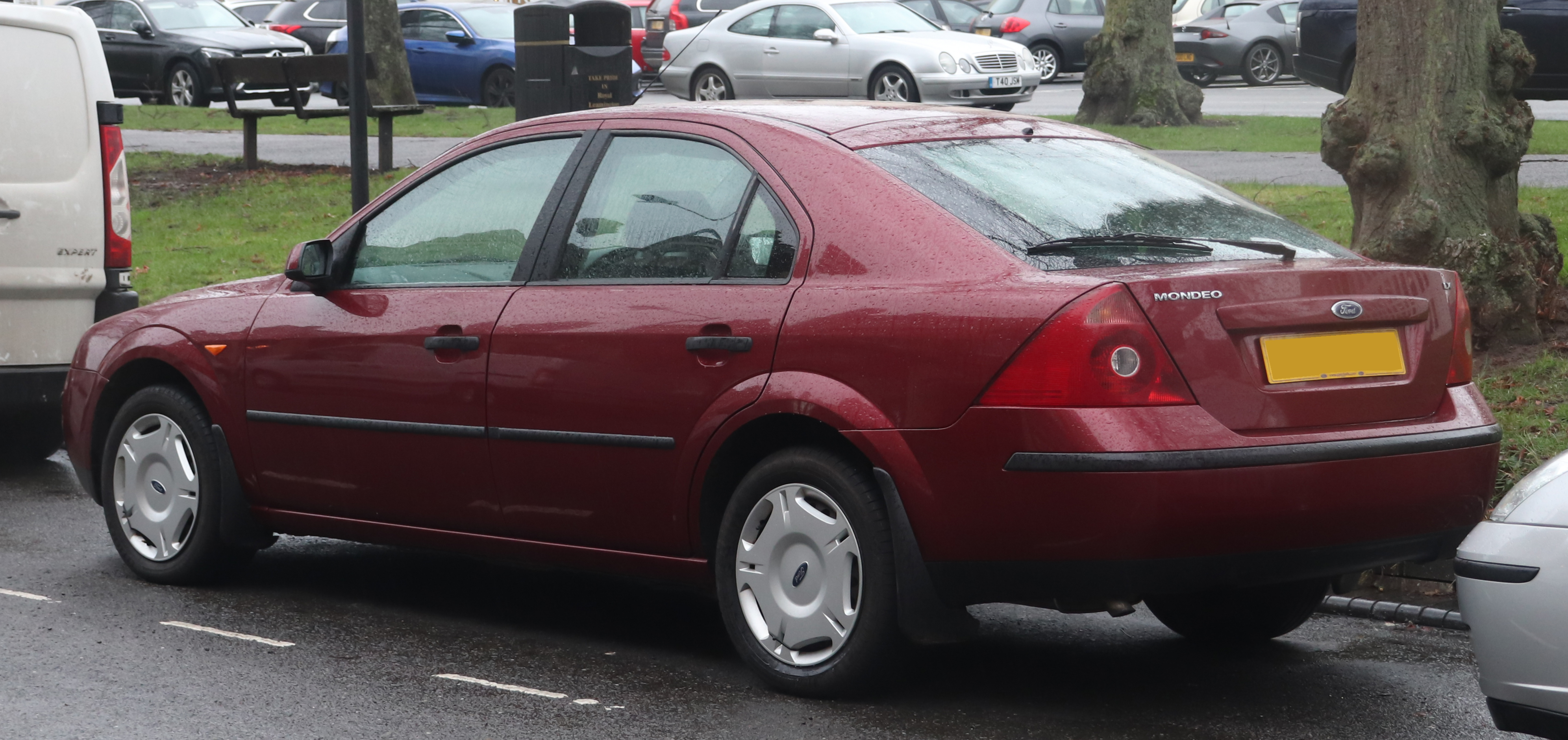
Ford Mondeo хетчбек (2000–2003)
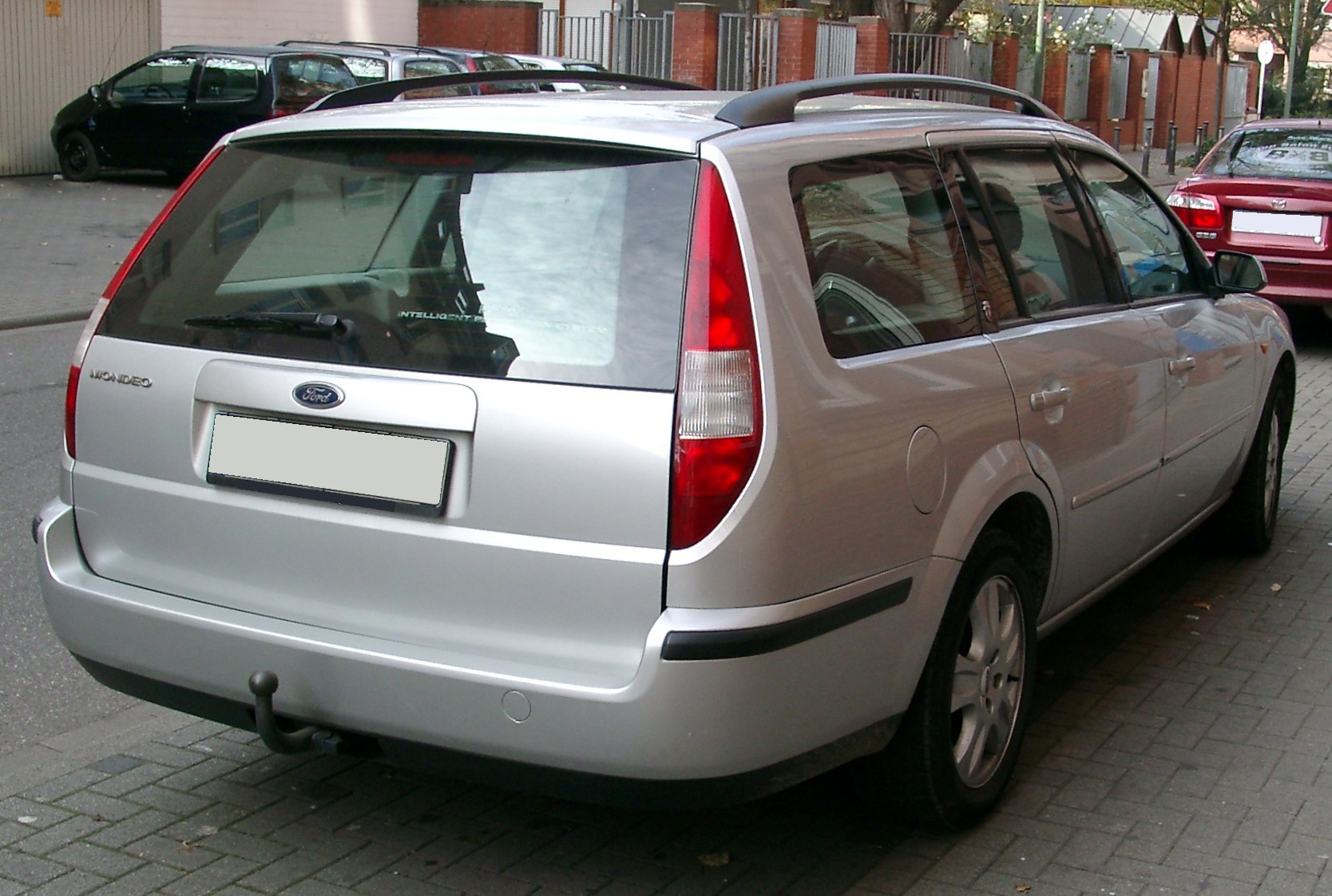
Ford Mondeo універсал (2000–2003)
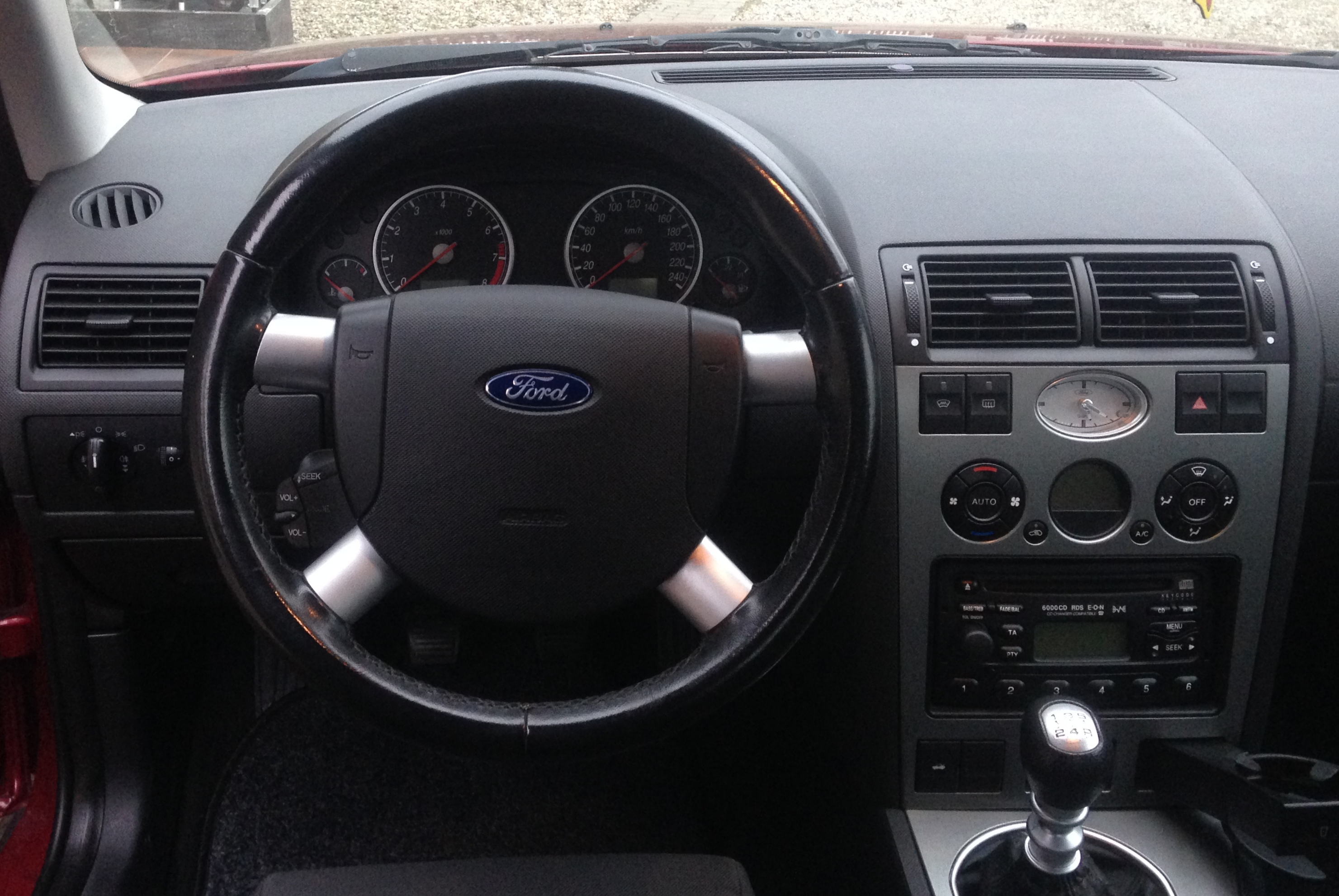
Салон Ford Mondeo
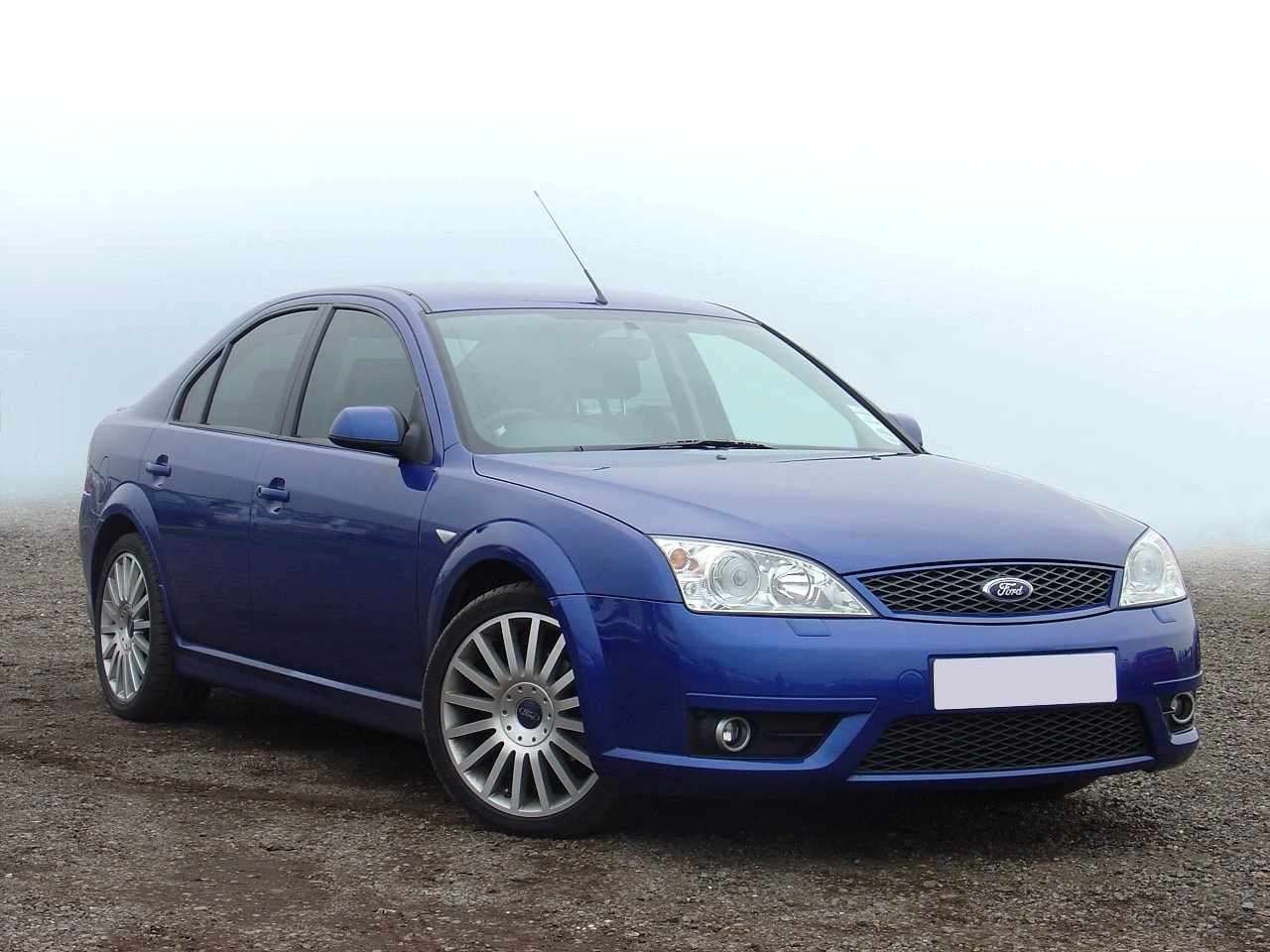
Ford Mondeo ST220
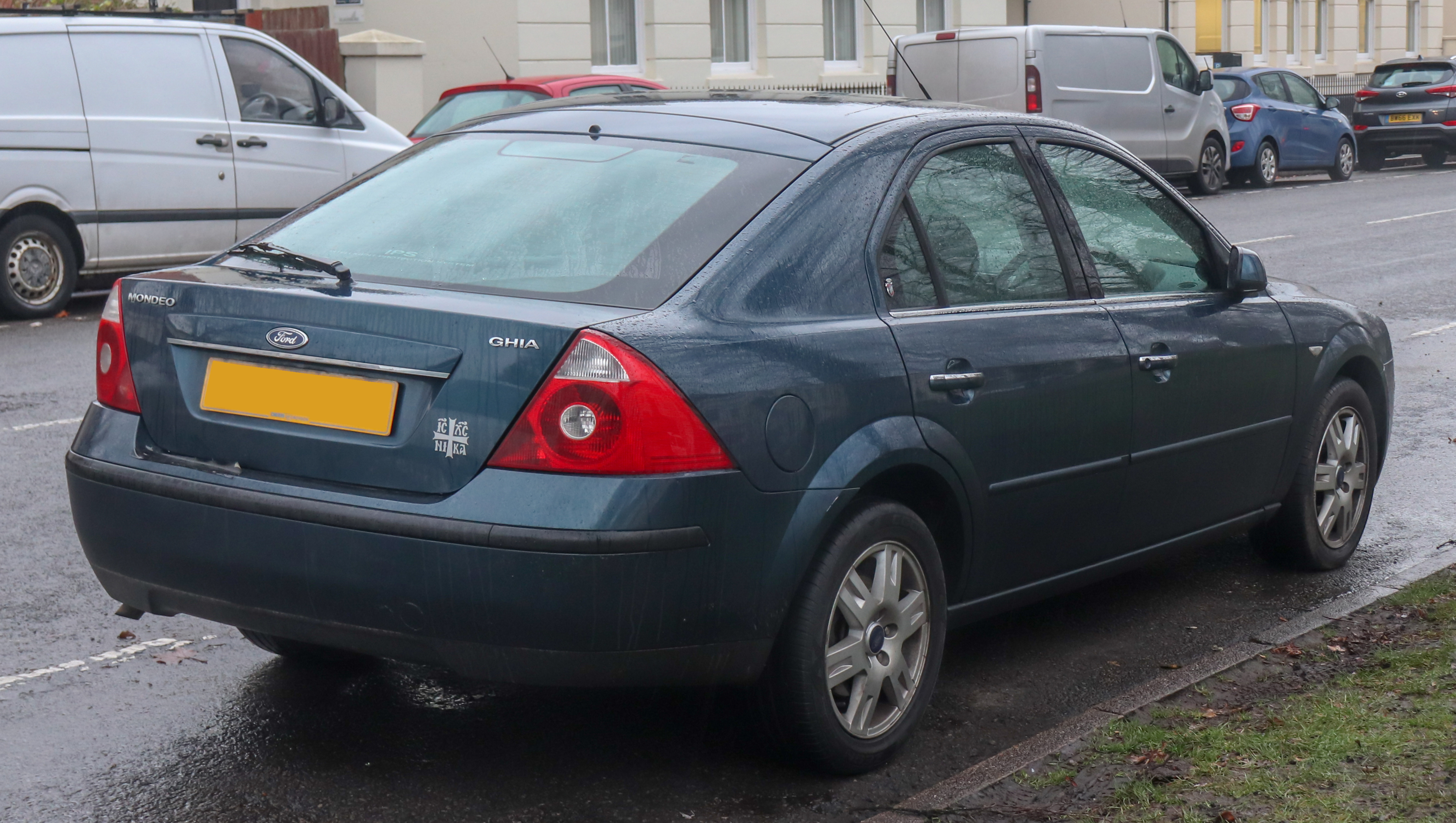
Ford Mondeo хетчбек (2003–2005)
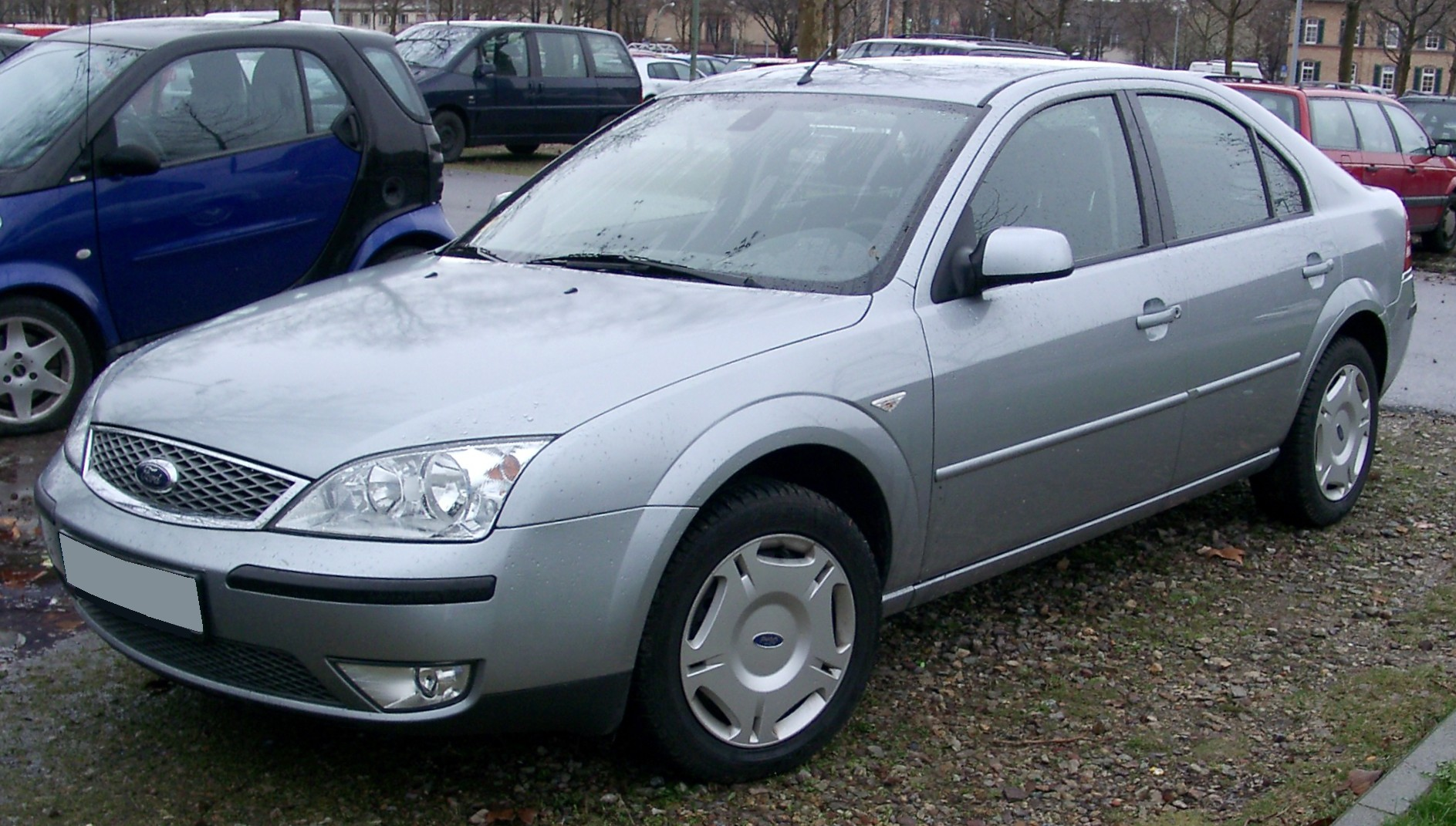
Ford Mondeo хетчбек (2005–2007)
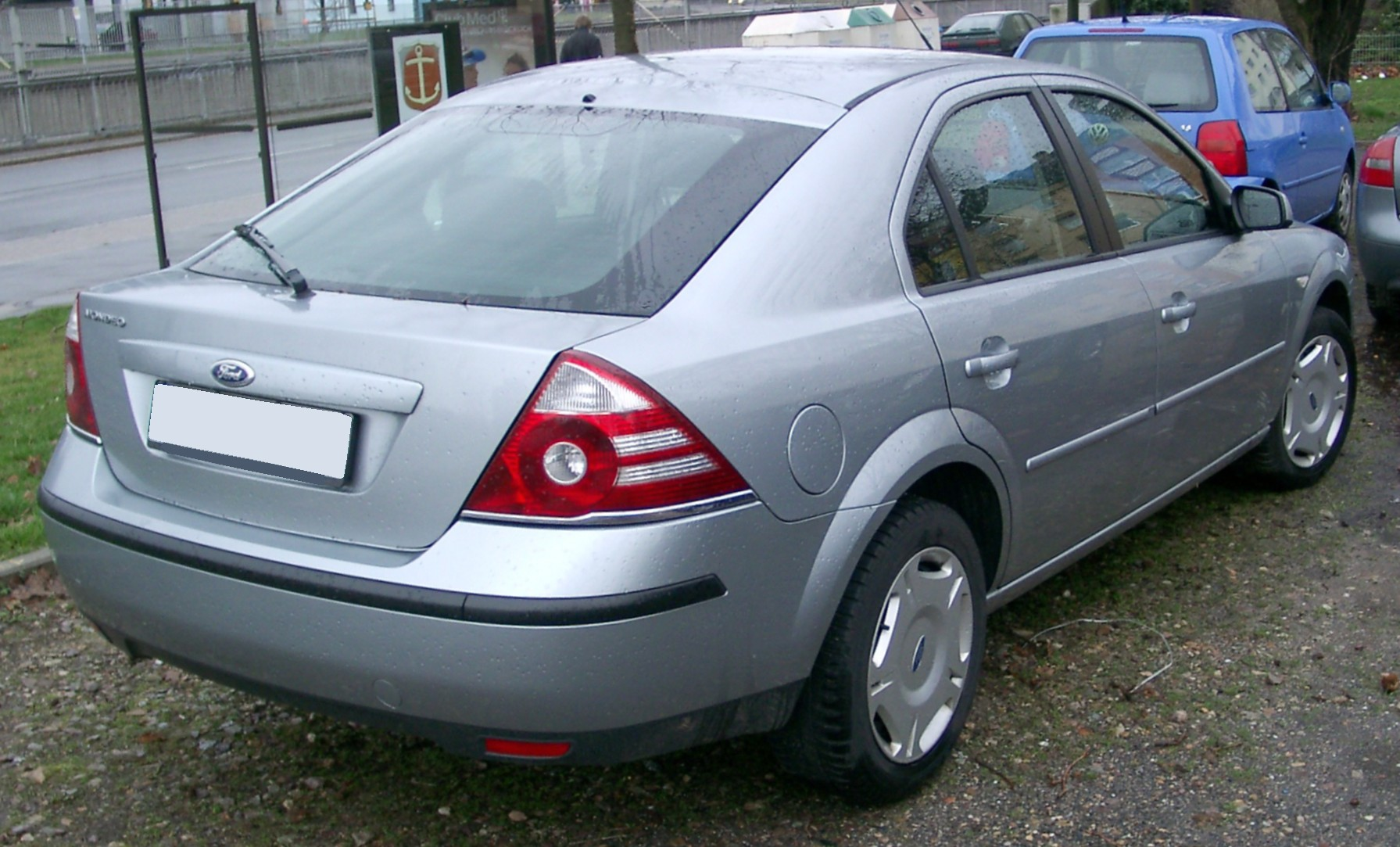
Ford Mondeo хетчбек (2005–2007)
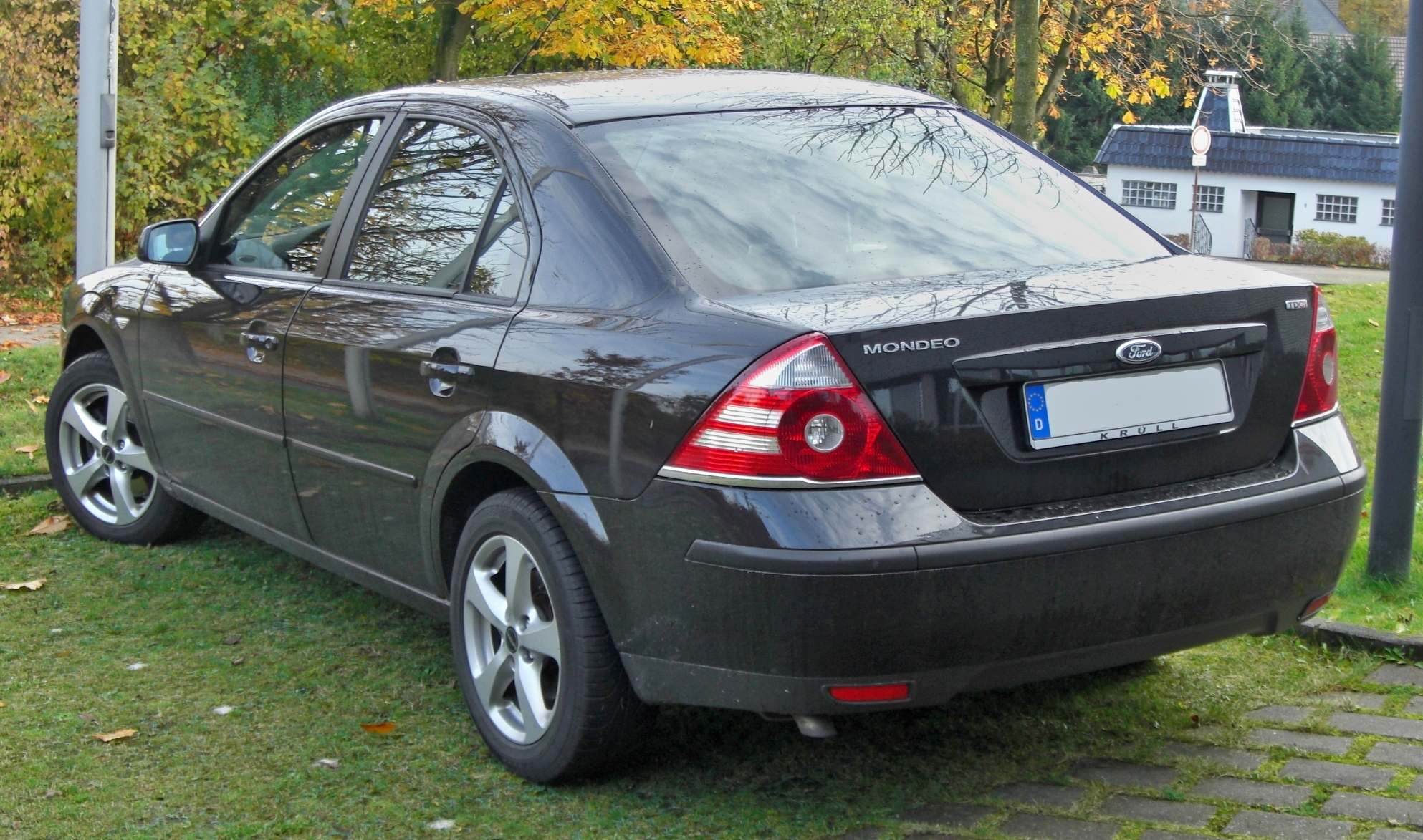
Ford Mondeo седан (2005–2007)

### Двигуни
| Бензинові          |             |           |                      |                           |                                     |                                |              |
| Модель             | Тип двигуна | Об'єм см³ | Циліндри/Клапани/Тип | Потужність при об/хв      | Крутний момент при об/хв            | КПП                            | Роки випуску |
| Чотири-циліндрові: |             |           |                      |                           |                                     |                                |              |
| 1.8                | Duratec     | 1798      | 4/16/Рядний          | 81 кВт (110 к.с.) / 5500  | 165 Нм / 3950                       | 5-ст. МКПП                     | 2000–2007    |
| 1.8                | Duratec     | 1798      | 4/16/Рядний          | 92 кВт (125 к.с.) / 6000  | 170 Нм / 4500                       | 5-ст. МКПП                     | 2000–2007    |
| 1.8 SCi            | Duratec-SCi | 1798      | 4/16/Рядний          | 96 кВт (130 к.с.) / 6000  | 175 Нм / 4250                       | 6-ст. МКПП                     | 2003–2007    |
| 2.0                | Duratec     | 1999      | 4/16/Рядний          | 107 кВт (145 к.с.) / 6000 | 190 Нм / 4500                       | 5-ст. МКПП/4-ст. АКПП          | 2000–2007    |
| Шести-циліндрові:  |             |           |                      |                           |                                     |                                |              |
| 2.5                | Duratec V6  | 2495      | 6/24/V-Подібний      | 125 кВт (170 к.с.) / 6000 | 220 Нм / 4250                       | 5-ст./6-ст. МКПП/5-ст. АКПП    | 2000–2007    |
| 3.0                | Duratec V6  | 2967      | 6/24/V-Подібний      | 150 кВт (204 к.с.) / 6000 | 263 Нм / 4900                       | 6-ст. МКПП                     | 2004–2007    |
| 3.0 ST220          | Duratec V6  | 2967      | 6/24/V-Подібний      | 166 кВт (226 к.с.) / 6150 | 280 Нм /4900 (285 Нм з червня 2003) | 5-ст. МКПП (6-ст. МКПП з 2003) | 2002–2007    |

| Дизельні |               |           |                      |                           |                          |                                               |              |
| Модель   | Тип двигуна   | Об'єм см³ | Циліндри/Клапани/Тип | Потужність при об/хв      | Крутний момент при об/хв | КПП                                           | Роки випуску |
| 2.0 TDDi | Duratorq-Di   | 1998      | 4/16/Рядний          | 66 кВт (90 к.с.) / 4000   | 245 Нм / 1900            | 5-ст. МКПП                                    | 2000–2002    |
| 2.0 TDDi | Duratorq-Di   | 1998      | 4/16/Рядний          | 85 кВт (115 к.с.) / 4000  | 285 Нм / 1900            | 5-ст. МКПП                                    | 2000–2002    |
| 2.0 TDCi | Duratorq-TDCi | 1998      | 4/16/Рядний          | 85 кВт (115 к.с.) / 4000  | 280 Нм / 1900            | 5-ст. МКПП, 6-ст. МКПП і 5-ст. АКПП Durashift | 2002–2006    |
| 2.0 TDCi | Duratorq-TDCi | 1998      | 4/16/Рядний          | 96 кВт (130 к.с.) / 3500  | 330 Нм / 1900            | 5-ст. МКПП, 6-ст. МКПП і 5-ст. АКПП Durashift | 2002–2007    |
| 2.2 TDCi | Duratorq-TDCi | 2198      | 4/16/Рядний          | 114 кВт (155 к.с.) / 3500 | 360 Нм / 1900            | 6-ст. МКПП                                    | 2004–2007    |

## Четверте покоління (BA7) (2007—2014)
Ford Mondeo IV покоління з'явився в 2007 році і виготовляється досі. Автомобіль побудований на платформі мінівена Ford S-Max, який дебютував у тому ж році на автошоу в Женеві. Цю платформу також отримав і повнорозмірний мінівен Ford Galaxy, Було доступно три варіанти кузова: седан, ліфтбек і універсал.
У порівнянні з попередником, новий Mondeo став більший як зовні, так і внутрішньо, значно зріс рівень шумо-і віброізоляції, більше уваги було приділено активній безпеки. З елементів, яких не було на Ford Mondeo III, можна виділити систему допомоги при старті на підйомі HLA, активний круїз-контроль ACC і систему контролю за тиском у шинах. Ще одне нововведення — система, п'ять разів на секунду відстежує плавність ходу і змінює жорсткість амортизаторів.

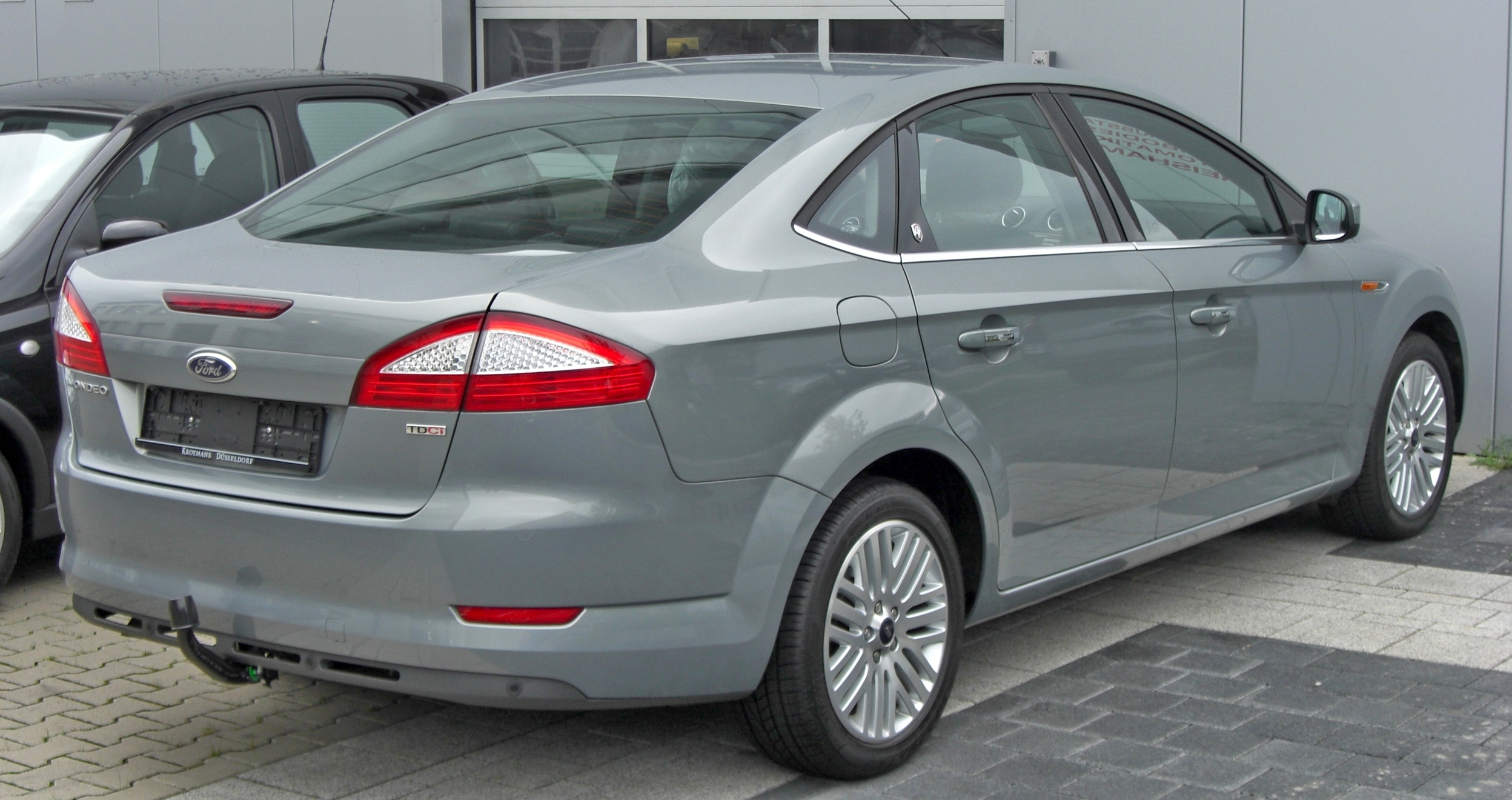
Ford Mondeo седан (2007–2010)
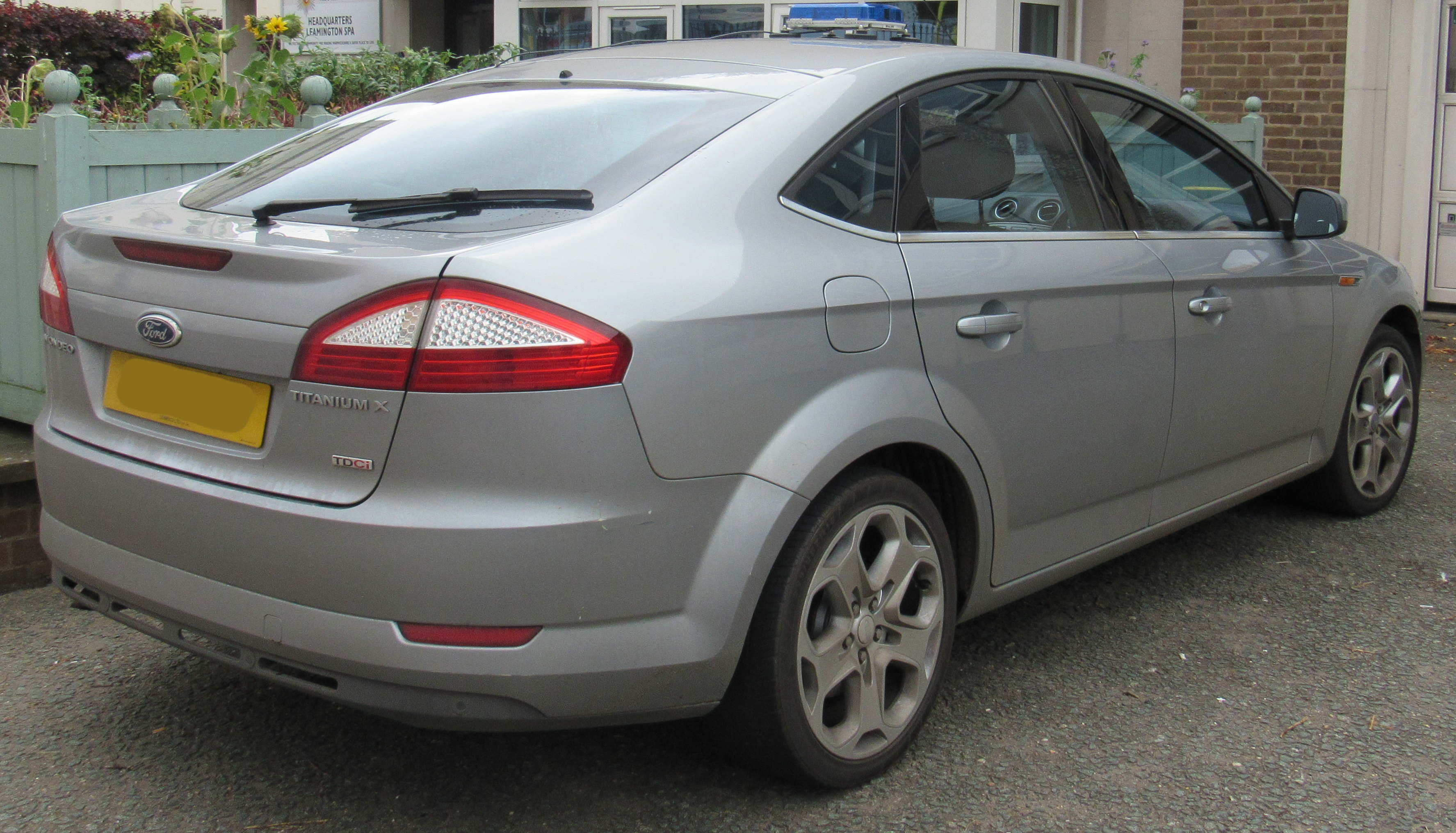
Ford Mondeo ліфтбек (2007–2010)
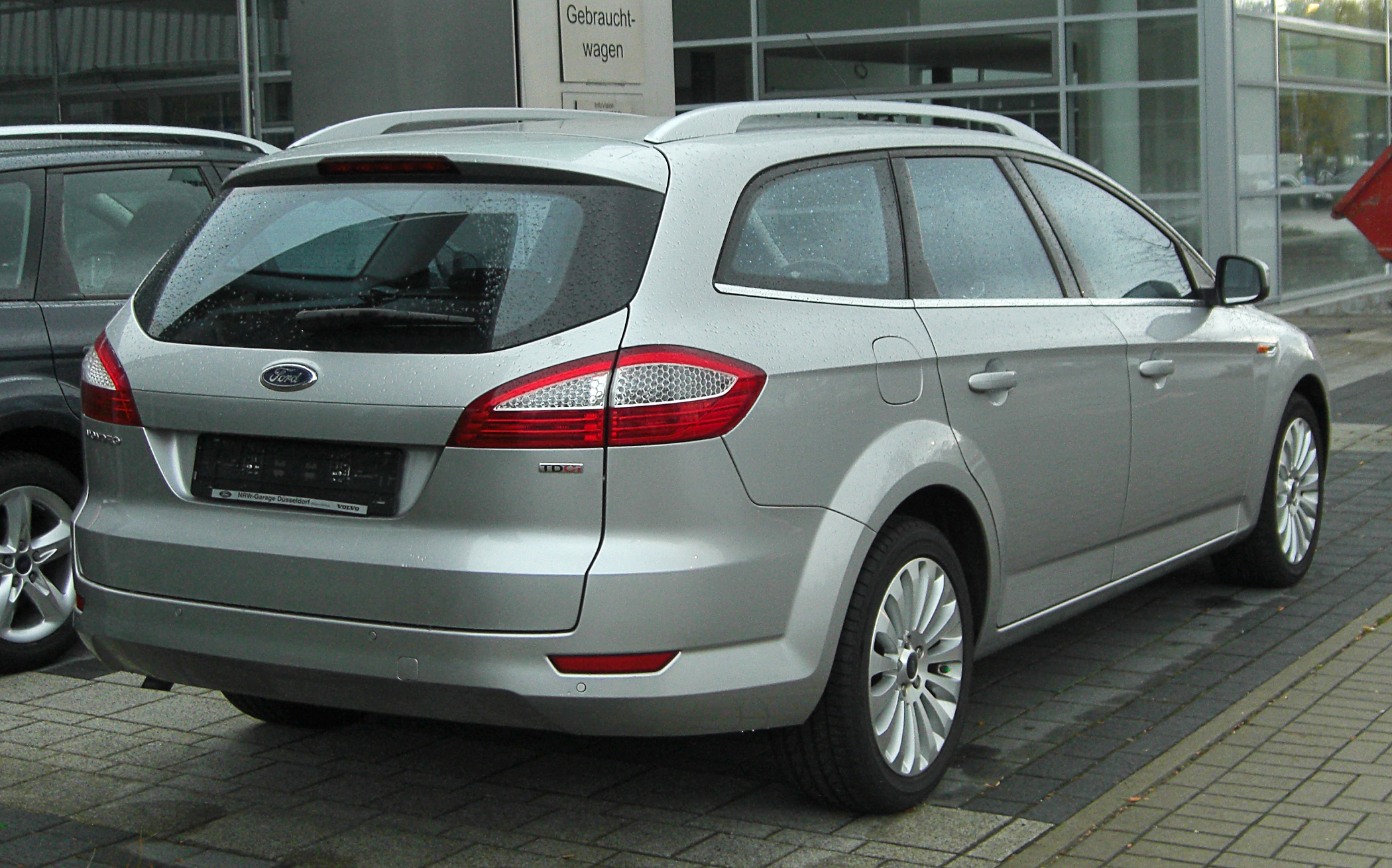
Ford Mondeo Turnier (2007–2010)
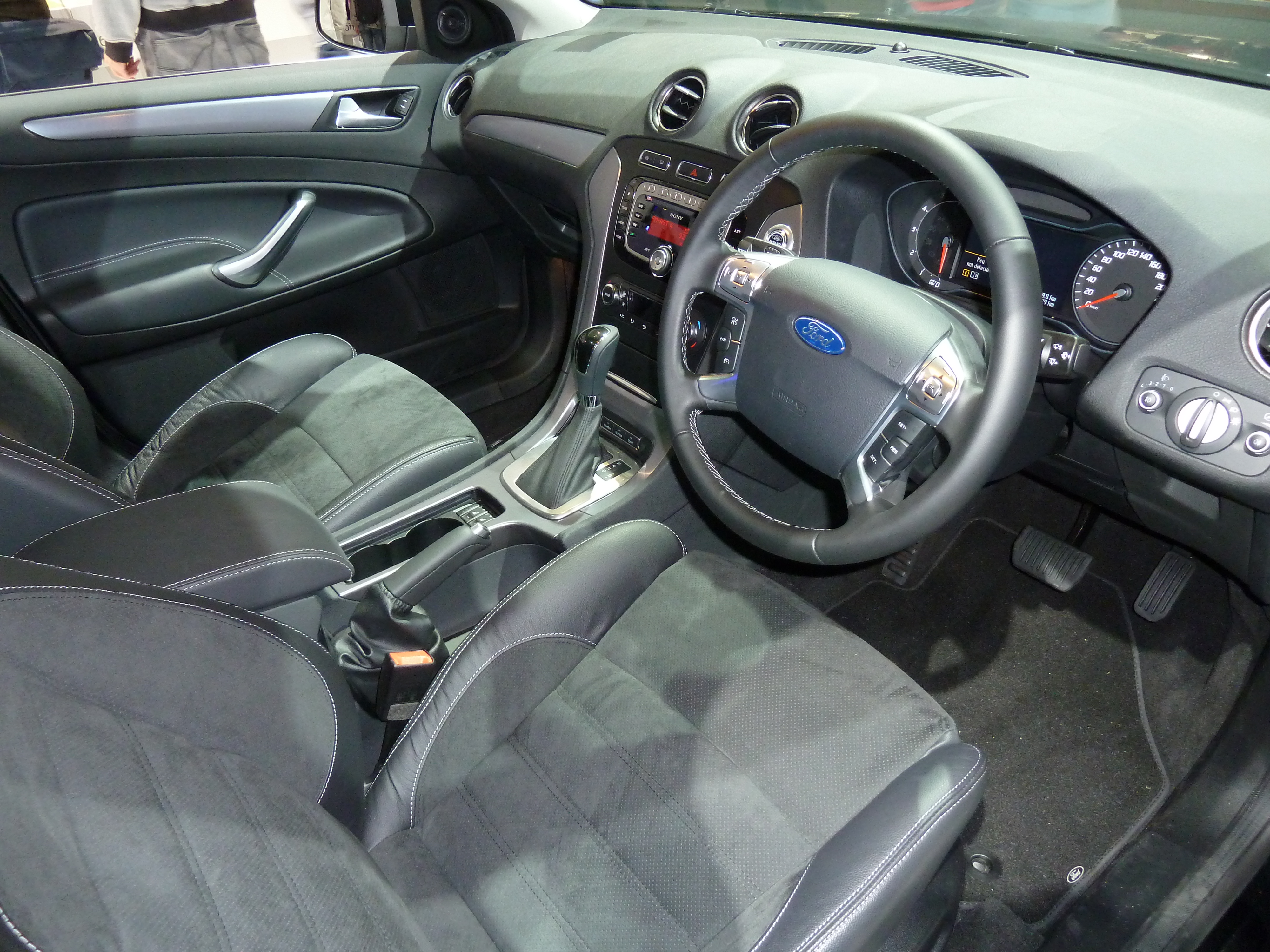
Салон Ford Mondeo

### Фейсліфтинг 2010
Оновлена модель Ford Mondeo четвертого покоління була представлена 25 серпня 2010 року на Московському міжнародному автосалоні. Зміни в зовнішності включають новий капот, фальшрадіаторні ґрати, передній і задній бампери. Додані світлодіодні фари денного ходу, змінена структура задніх ліхтарів зі світлодіодами.
Обладнання салону тепер включає світлодіодне підсвічування, нову навігаційну систему, і аудіосистему Premium Sound System з восьмиканальним підсилювачем потужністю 265 Ват, повністю новою акустикою і великим 17-літровим сабвуфером.
На оновлені моделі встановлюються турбований мотор EcoBoost об'ємом 2,0 літра потужністю 200 і 240 кінських сил, 2,2-літровий турбодизель Duratorq TDCi потужністю 200 кінських сил. 2,0-літровий турбодизель Duratorq TDCi у версіях 115 (300 Нм), 140 (320 Нм) і 163 (340 Нм) кінських сили. Бензинові мотори агрегуються 6-ступінчастою роботизованою трансмісією PowerShift з двома зчепленнями.
На оновленій моделі встановлюється система управління заслінкою передньої фальшрадіаторної ґратки, система стеження за «мертвими» зонами, обмежувач швидкості і камера заднього виду.

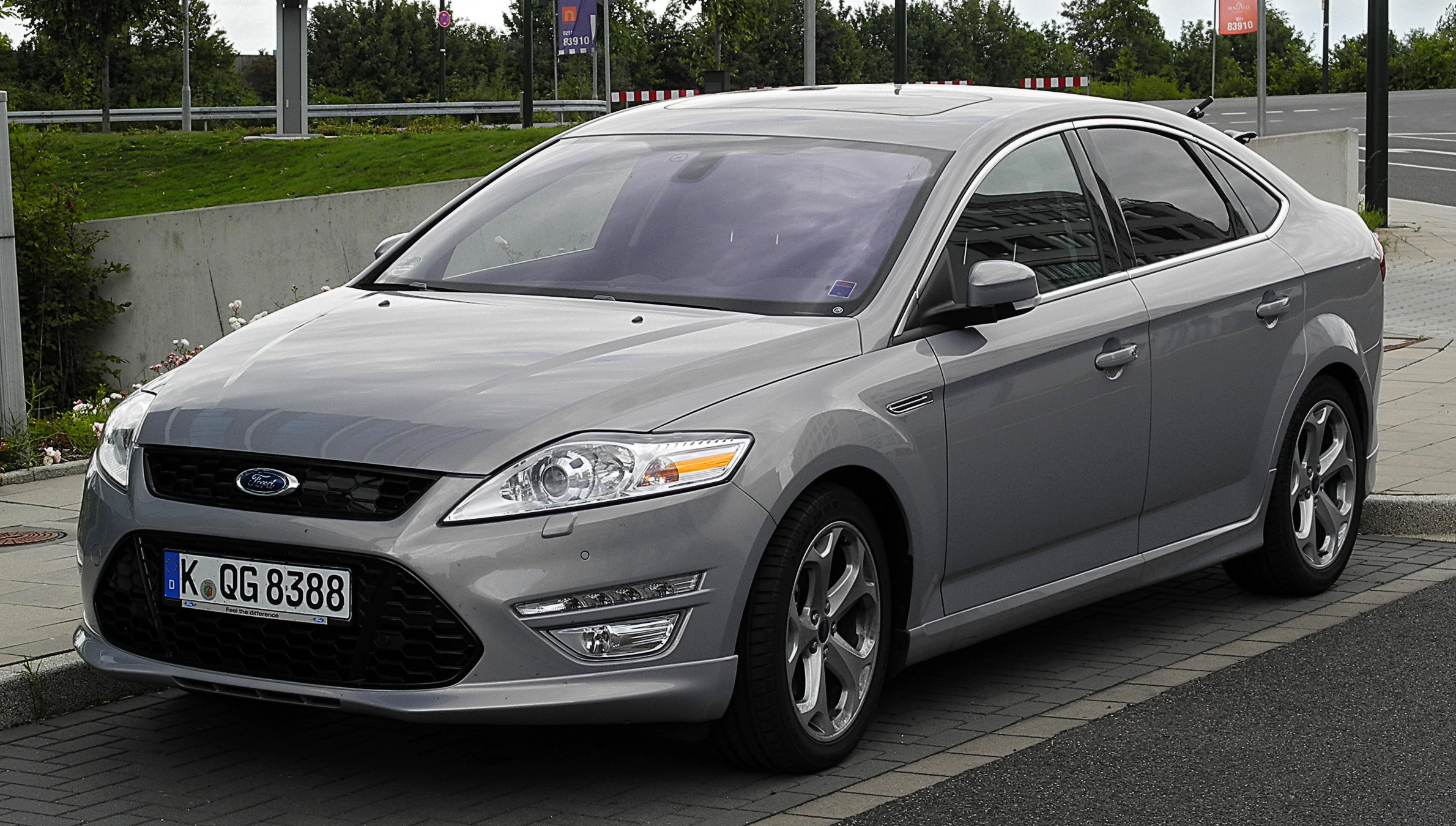
Ford Mondeo седан (з 2010)
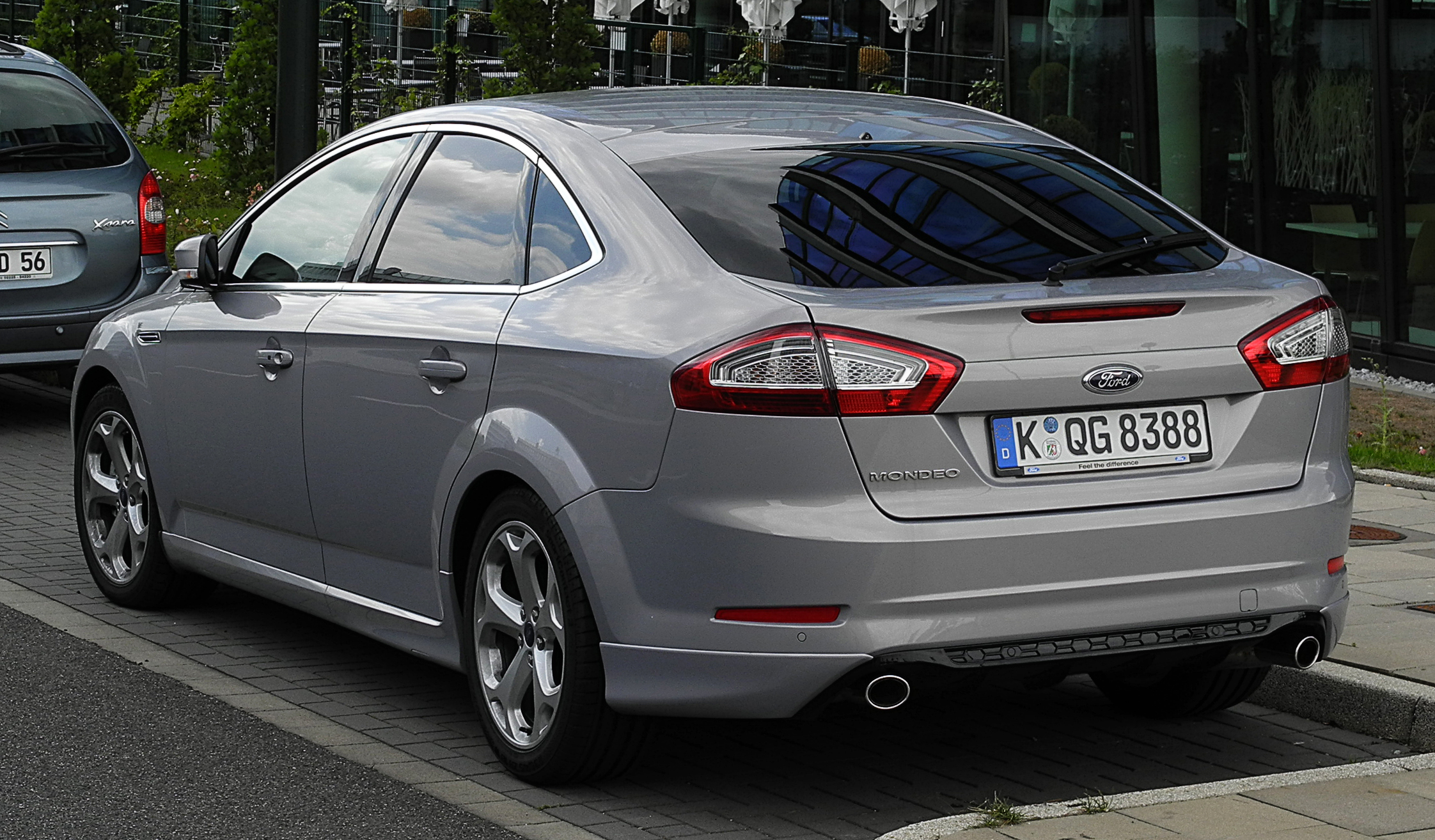
Ford Mondeo седан (з 2010)
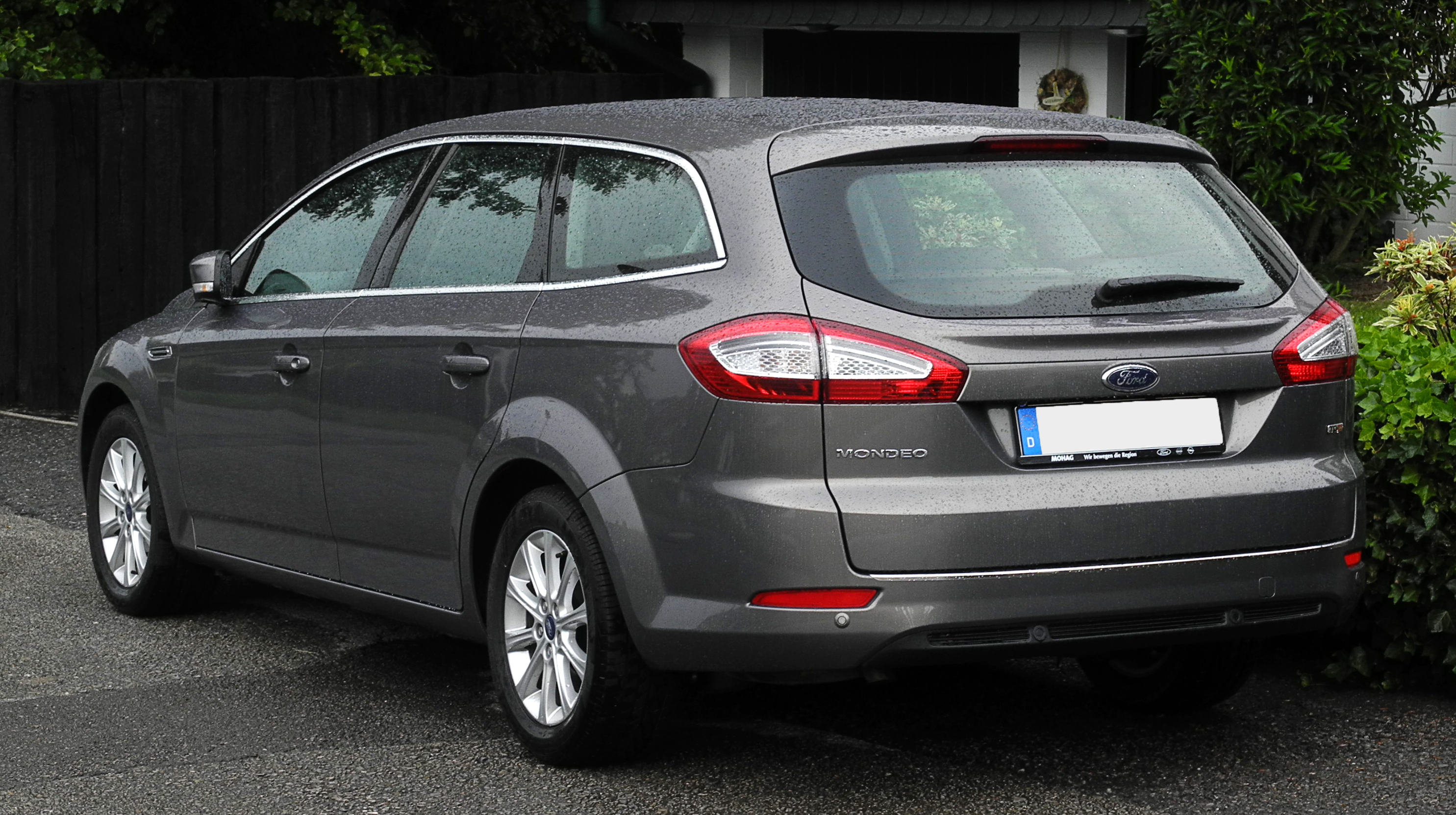
Ford Mondeo Turnier (2010–2013)

### Двигуни
| Бензинові          |          |         |          |                           |                          |                                                       |              |
| Модель             | Циліндри | Клапани | Об'єм    | Потужність при об/хв      | Крутний момент при об/хв | Примітки                                              | Роки випуску |
| 1.6 Ti-VCT*        | R4       | 16      | 1596 см³ | 81 кВт (110 к.с.) / 6300  | 160 Нм / 4100            | (*Twin independent Variable Camshaft Timing)          | 2007–2010    |
| 1.6 Ti-VCT         | Р4       | 16      | 1596 см³ | 88 кВт (120 к.с.) / 6300  | 159 Нм / 4000            |                                                       | з 12/2010    |
| 1.6 Ti-VCT         | Р4       | 16      | 1596 см³ | 92 кВт (125 к.с.) / 6300  | 160 Нм / 4100            |                                                       | 2007–2010    |
| 1.6 EcoBoost-SCTi* | Р4       | 16      | 1596 см³ | 118 кВт (160 к.с.) / 5700 | 240 Нм /1600–4000        | (*Sequential Charge Turbo Injection)                  | з 12/2010    |
| 2.0                | Р4       | 16      | 1999 см³ | 107 кВт (145 к.с.) / 6000 | 185 Нм / 4500            |                                                       | з 2007       |
| 2.0 FlexiFuel      | Р4       | 16      | 1999 см³ | 107 кВт (145 к.с.) / 6000 | 190 Нм / 4500            | Цей двигун Duratec може працювати і на біоетанолі E85 | з 01/2008    |
| 2.0 EcoBoost-SCTi* | Р4       | 16      | 1976 см³ | 149 кВт (203 к.с.) / 6000 | 300 Нм / 1750–4500       | (*Sequential Charge Turbo Injection)                  | з 05/2010    |
| 2.0 EcoBoost-SCTi* | Р4       | 16      | 1976 см³ | 176 кВт (240 к.с.) / 6000 | 340 Нм / 1900–3500       | (*Sequential Charge Turbo Injection)                  | з 12/2010    |
| 2.3                | Р4       | 16      | 2261 см³ | 118 кВт (160 к.с.) / 6500 | 208 Нм / 4200            | Тільки з АКПП DuraShift                               | 2007–2010    |
| 2.5T               | Р5       | 20      | 2521 см³ | 162 кВт (220 к.с.) / 5000 | 320 Нм / 1500            | Двигун Volvo з Turboaufladung                         | 2007–2010    |

| Дизельні |          |         |          |                           |                          |                                               |                 |
| Модель   | Циліндри | Клапани | Об'єм    | Потужність при об/хв      | Крутний момент при об/хв | Примітки                                      | Роки випуску    |
| 1.6 TDCi | Р4       | 8       | 1560 см³ | 85 кВт (115 к.с.) / 3800  | 270 Нм / 1750—2500       |                                               | з 12/2010       |
| 1.8 TDCi | Р4       | 8       | 1753 см³ | 74 кВт (100 к.с.) / 3800  | 280 Нм / 1800            |                                               | 03/2007–09/2007 |
| 1.8 TDCi | Р4       | 8       | 1753 см³ | 92 кВт (125 к.с.) / 3700  | 320 Нм / 1800            | Тільки для деяких європейських країн          |                 |
| 2.0 TDCi | Р4       | 16      | 1997 см³ | 85 кВт (115 к.с.) / 4000  | 300 Нм / 1750—2300       | Двигун PSA; löst beide 1.8 TDCi ab            | 09/2007–07/2010 |
| 2.0 TDCi | Р4       | 16      | 1997 см³ | 96 кВт (130 к.с.) / 4000  | 340 Нм / 1750—2240       | Двигун PSA; з 11/2007 тільки з АКПП DuraShift | 2007–2008       |
| 2.0 TDCi | Р4       | 16      | 1997 см³ | 103 кВт (140 к.с.) / 4000 | 320 Нм / 1750—2750       | Двигун PSA                                    | з 2007          |
| 2.0 TDCi | Р4       | 16      | 1997 см³ | 120 кВт (163 к.с.) / 3750 | 340 Нм / 2000–3250       | Двигун PSA                                    | з 2010          |
| 2.2 TDCi | Р4       | 16      | 2179 см³ | 129 кВт (175 к.с.) / 3500 | 400 Нм / 1750—2750       | Двигун від PSA Peugeot Citroen/Ford           | 2008–11/2010    |
| 2.2 TDCi | Р4       | 16      | 2179 см³ | 147 кВт (200 к.с.) / 3500 | 420 Нм / 1750–3000       |                                               | з 12/2010       |

## П'яте покоління (2014—2022)

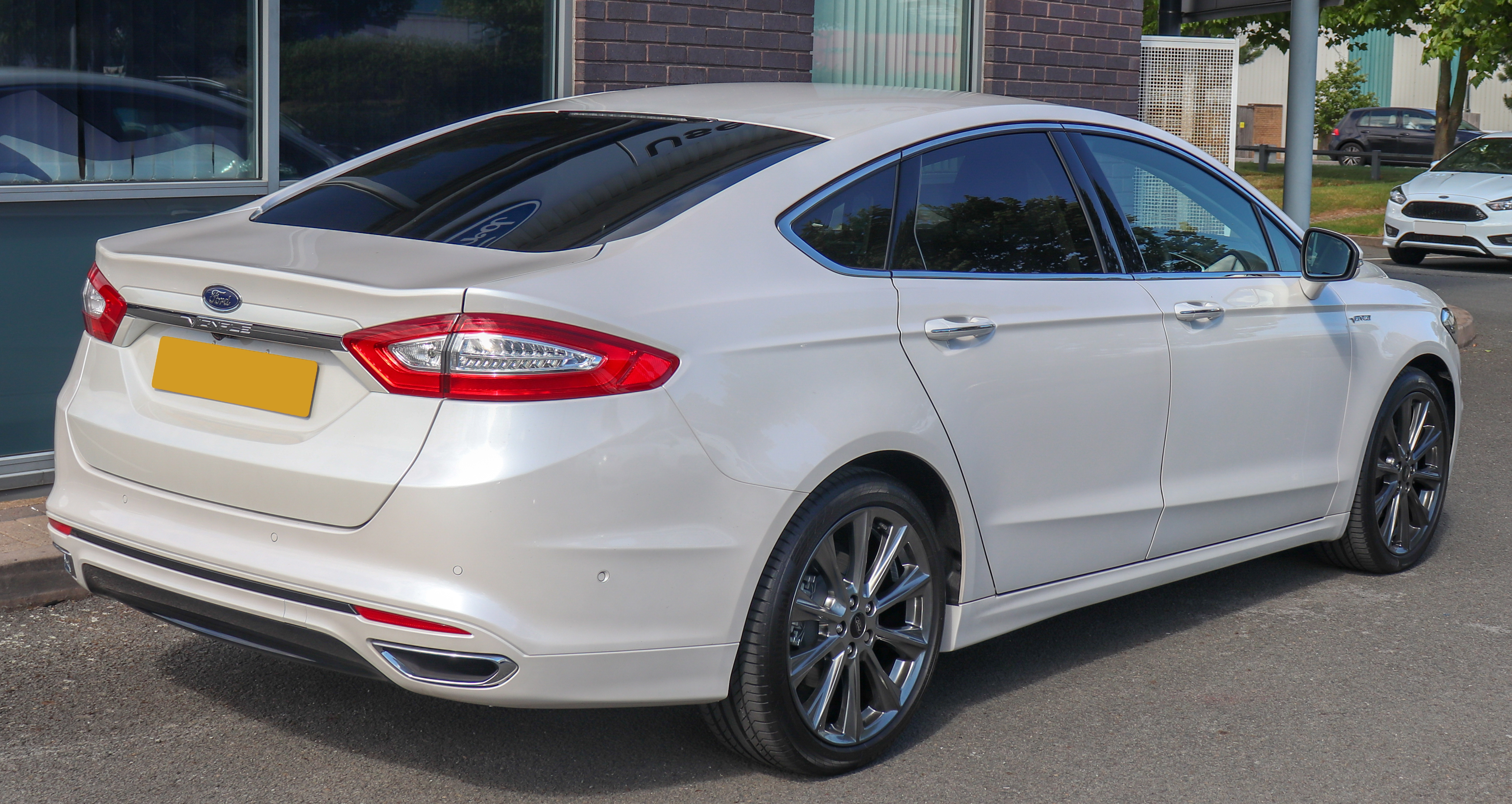
Ford Mondeo седан

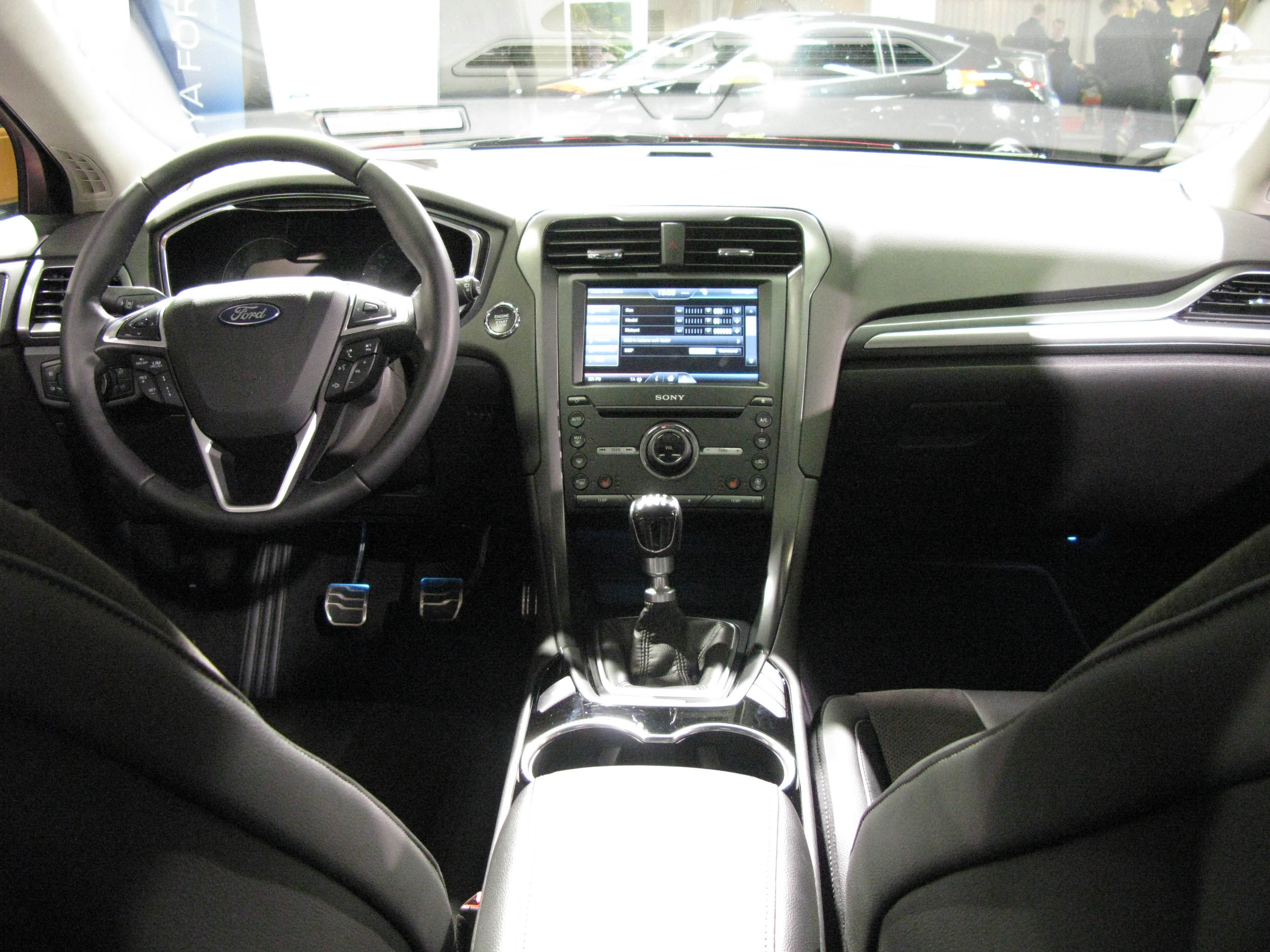
Салон Ford Mondeo

На Північноамериканському міжнародному автосалоні в Детройті в січні 2012 року представлено друге покоління Ford Fusion (американський аналог п'ятого покоління Ford Mondeo), який буде пропонуватися виключно в кузові седан в Північній і Південній Америці, Було доступно три варіанти кузова: седан, ліфтбек і універсал.
Нова модель перейняла стиль від європейського концепт-кара Ford Evos представленого в 2011 році на Франкфуртському автосалоні.
На Паризькому автосалоні 2012 року представлено Ford Mondeo п'ятого покоління в кузові седан, хетчбек і універсал. Продажі автомобіля мали початися восени 2013 року, однак, початок продажів відкладається до осені 2014 року по причині планового закриття заводу в Генку, Бельгія для переоснащення.
Автомобіль отримає дві гібридні версії, що будуть оснащені 2,0-літровими бензиновими двигунами. При цьому підзаряджаються в тому числі і від розетки. Версія Energi Plug-in, на відміну від модифікації Hybrid, отримає більш ємний блок акумуляторів.
Першим на ринок вийде седан. Хетчбек і універсал з'являться в Європі не раніше 2015 року. Крім цього, у Європі буде просуватися і розкішне виконання Vignale.
Як і новітні Ford Focus і Fiesta, новий Mondeo побудований на глобальній платформі, спільно з тепер ідентичним Fusion.
Покупець може обрати одну з п'яти представлених модифікацій: Style, Zetec, Titanium, Titanium X та Vignale. Остання модель запропонує повністю шкіряну обшивку салону та виготовлені на замовлення сидіння, крім того, вона доступна у версіях хетчбек, універсал та седан при гібридній або дизельній силовій установці. Салон нового Mondeo було покращено. Продумані матеріали обробки придають йому загальної вишуканості. У топовій моделі Vignale додано: хромовані деталі, унікальні литі диски та шкіряну приладову панель, виконану на замовлення. Дана модель є, безперечно, розкішнішою, ніж базова. Містке багажне відділення та велика кількість місця для задніх пасажирів роблять даний автомобіль дуже практичним.

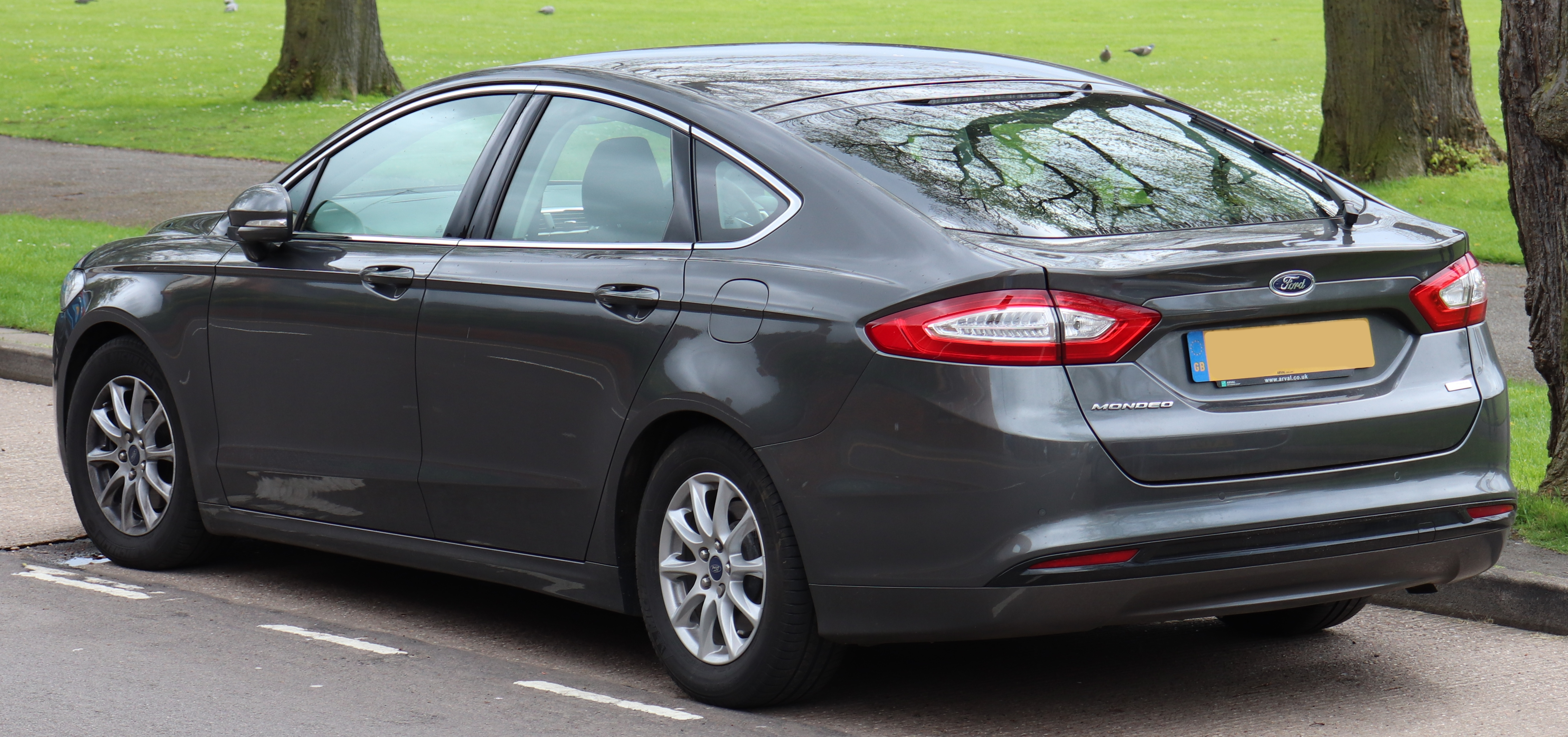
Ford Mondeo хетчбек
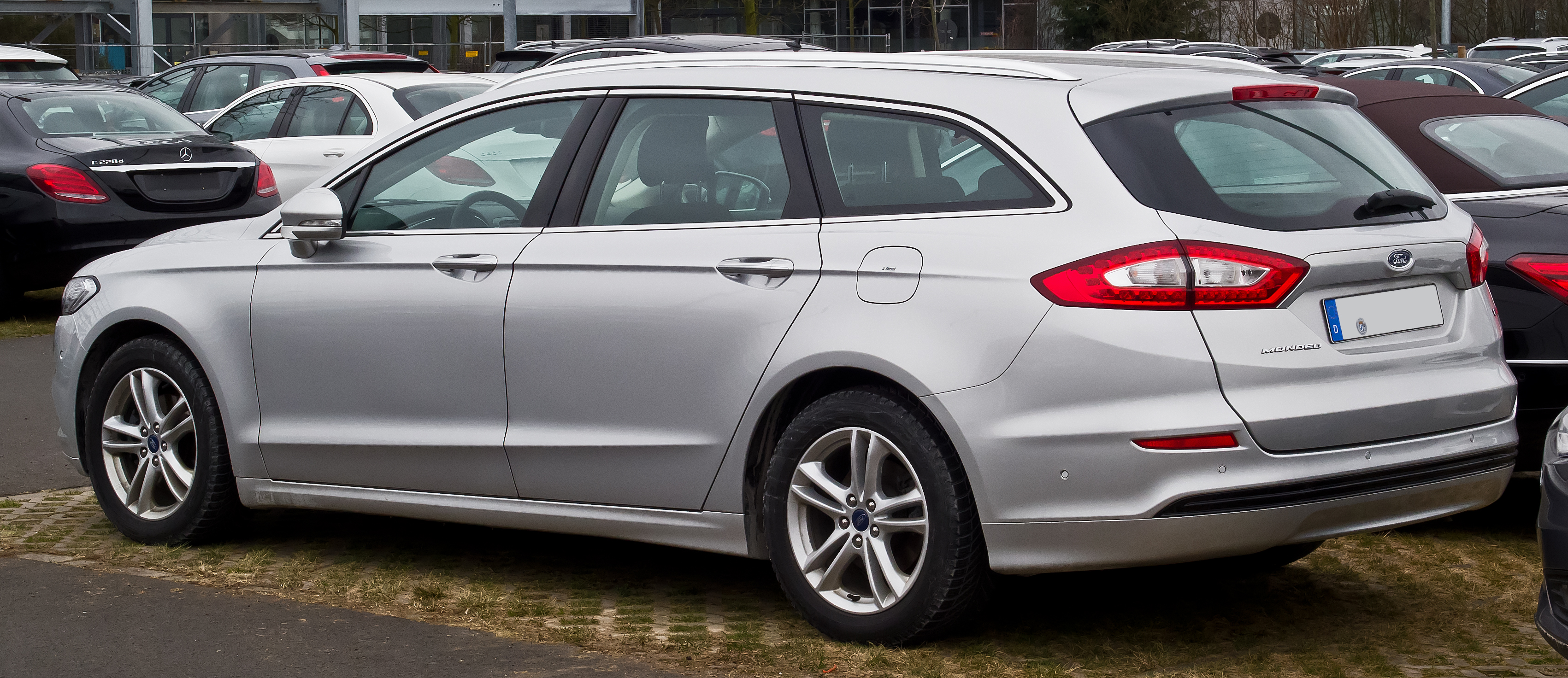
Ford Mondeo Turnier
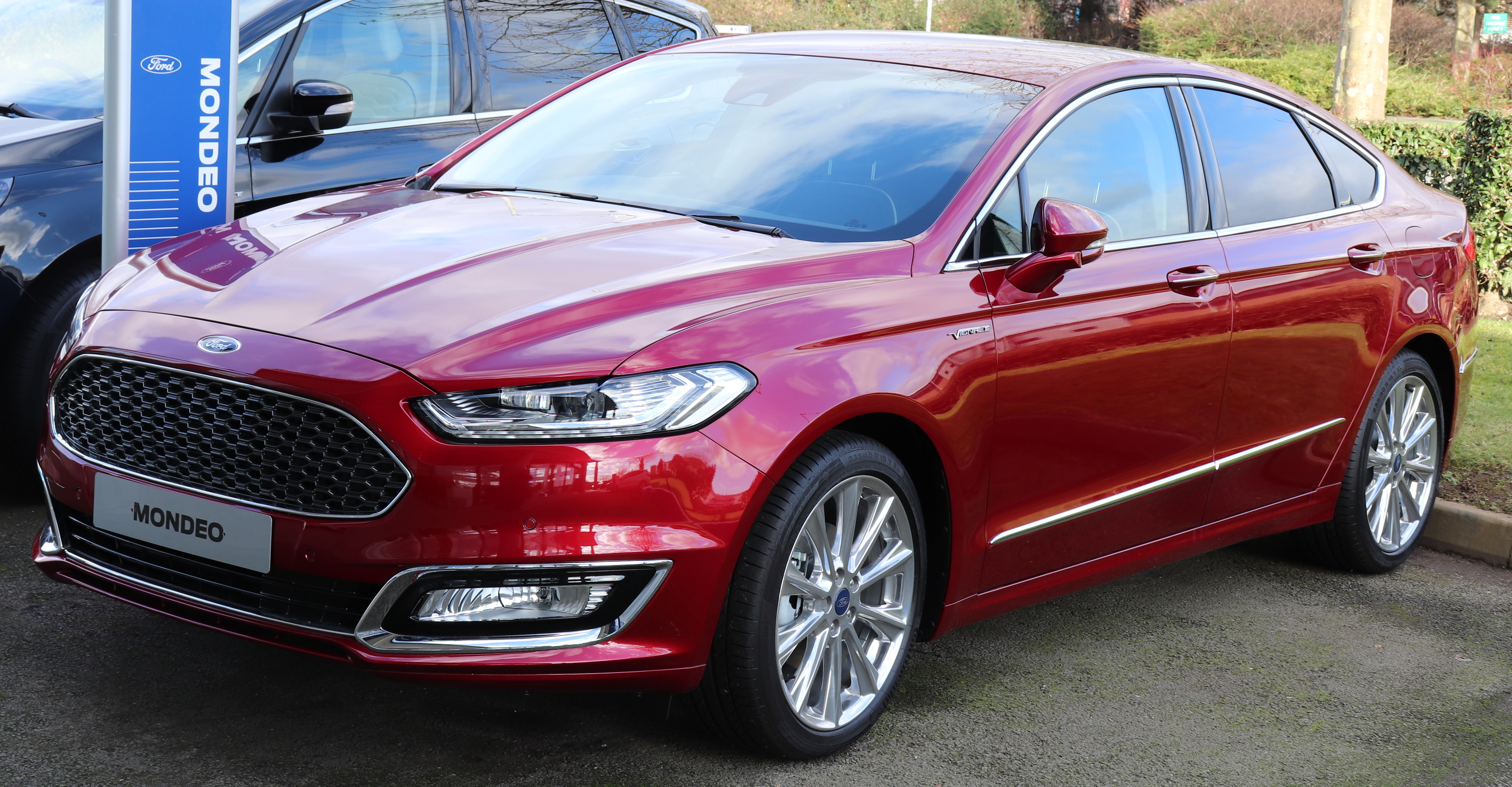
Ford Mondeo Vignale
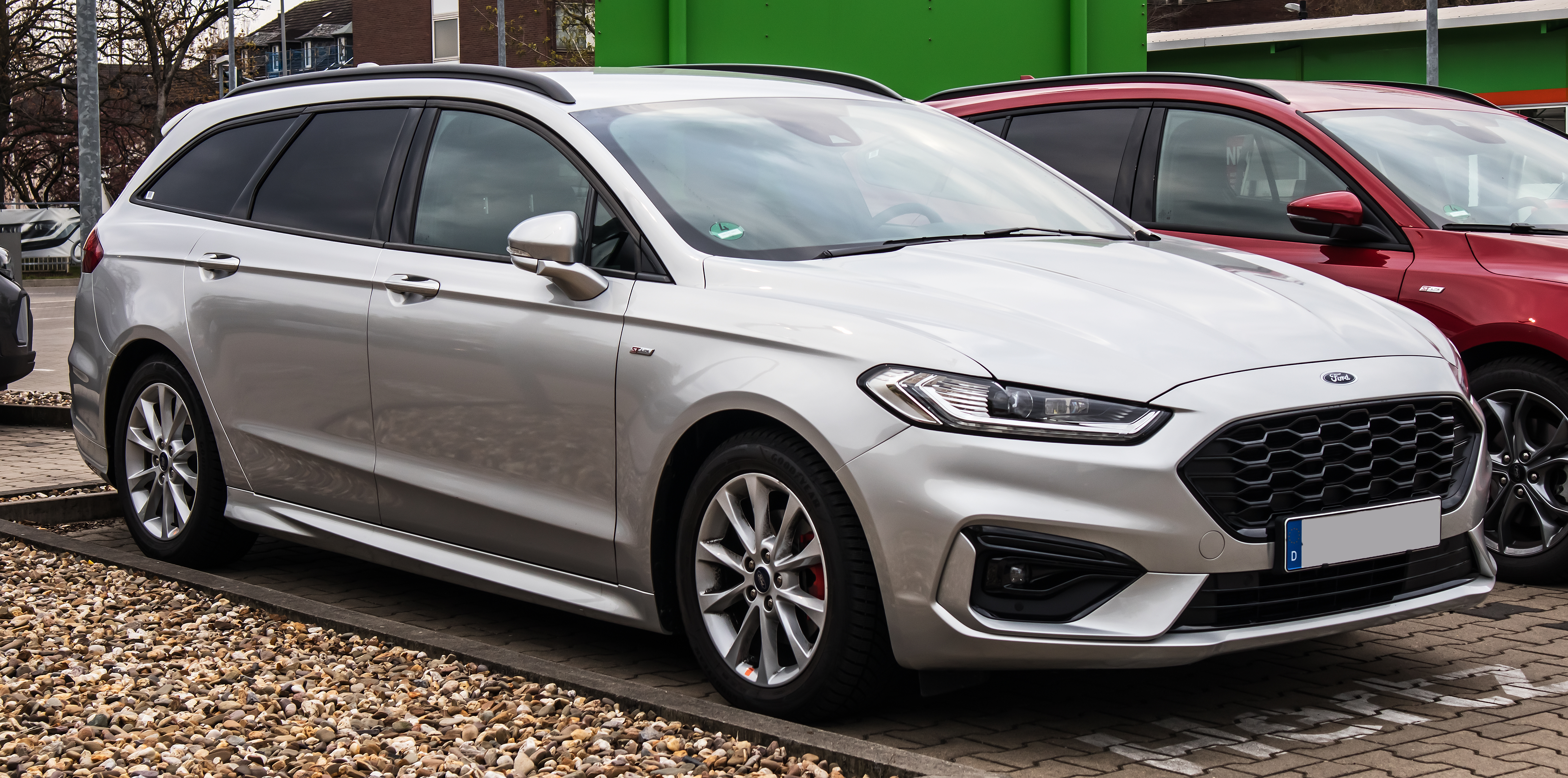
Ford Mondeo Turnier (з 2019)
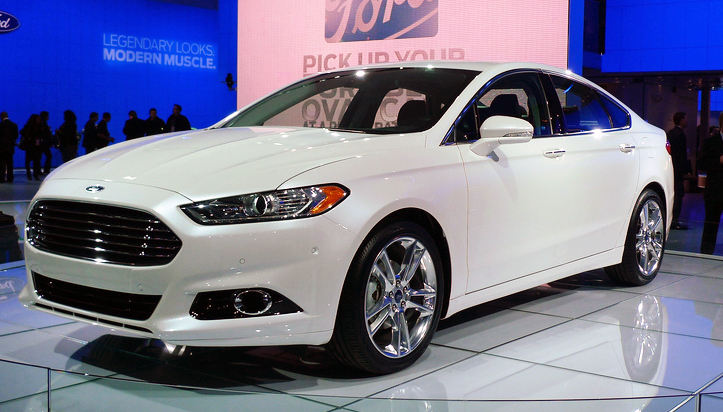
Ford Fusion - північноамериканський аналог Мондео

### Двигуни

#### Бензинові
- 1,0 л EcoBoost Р3, 125 к.с.
- 1,5 л EcoBoost Р4, 160 к.с., 240 Нм
- 1,5 л EcoBoost Р4, 181 к.с.
- 1,6 л EcoBoost Р4, 185 к.с.
- 2,0 л EcoBoost Р4, 203 к.с.
- 2,0 л EcoBoost Р4, 240 к.с.
- 2.5 л Duratec Р4, 150 к.с., 230 Нм (для ринку Росії)

#### Гібридні
- 2.0 л Atkinson-Cycle Р4 Hybrid
- 2.0 л Atkinson-Cycle Р4 Energi Plug-In Hybrid

#### Дизельні
- 1,6 л TDCi Р4, 115 к.с.
- 2,0 л TDCi Р4, 150 к.с.
- 2,0 л TDCi Р4, 180 к.с., 400 Нм
- 2,0 л TDCi Р4, 210 к.с.

## Шосте покоління (з 2022)

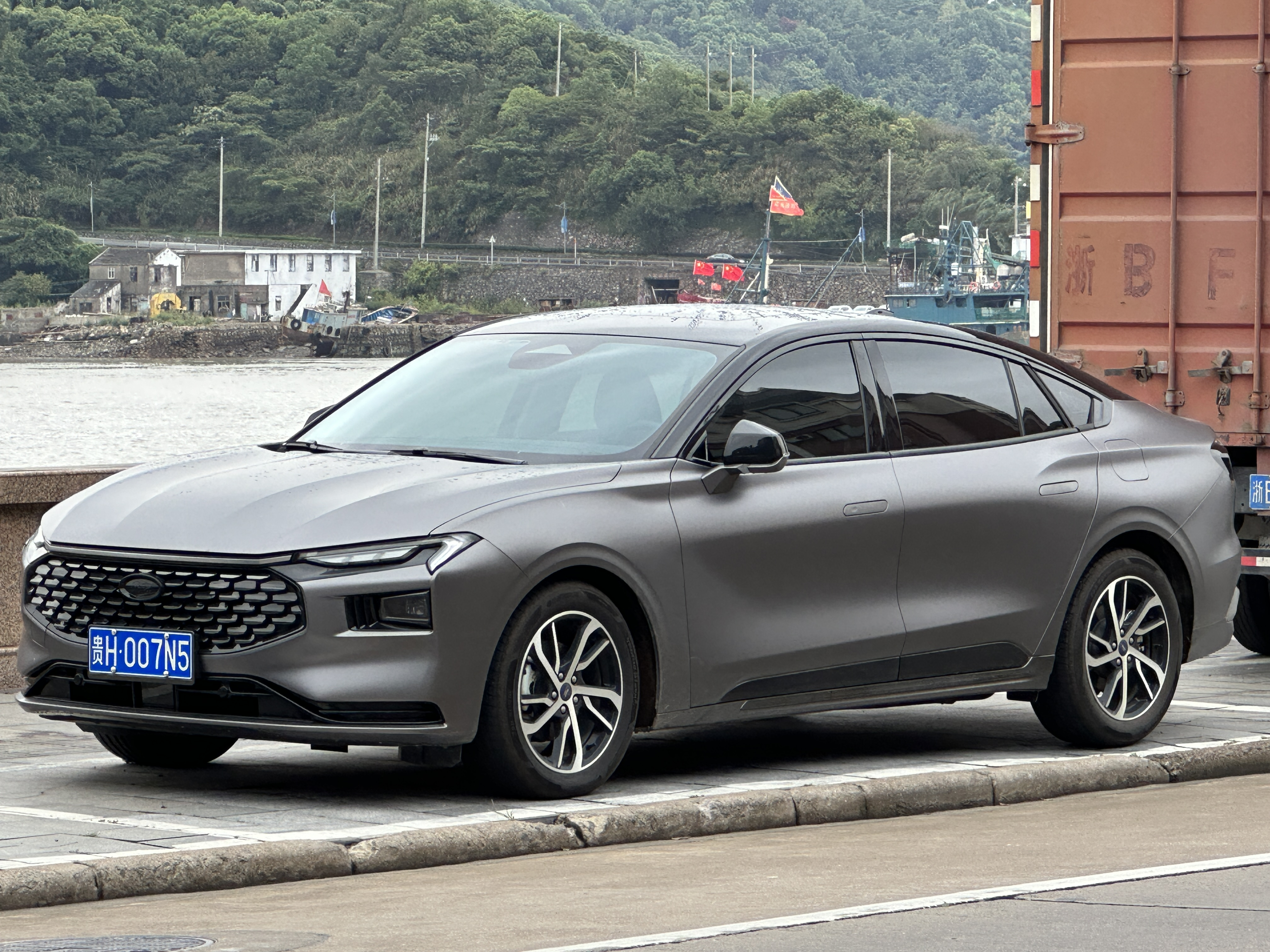
Ford Mondeo 6

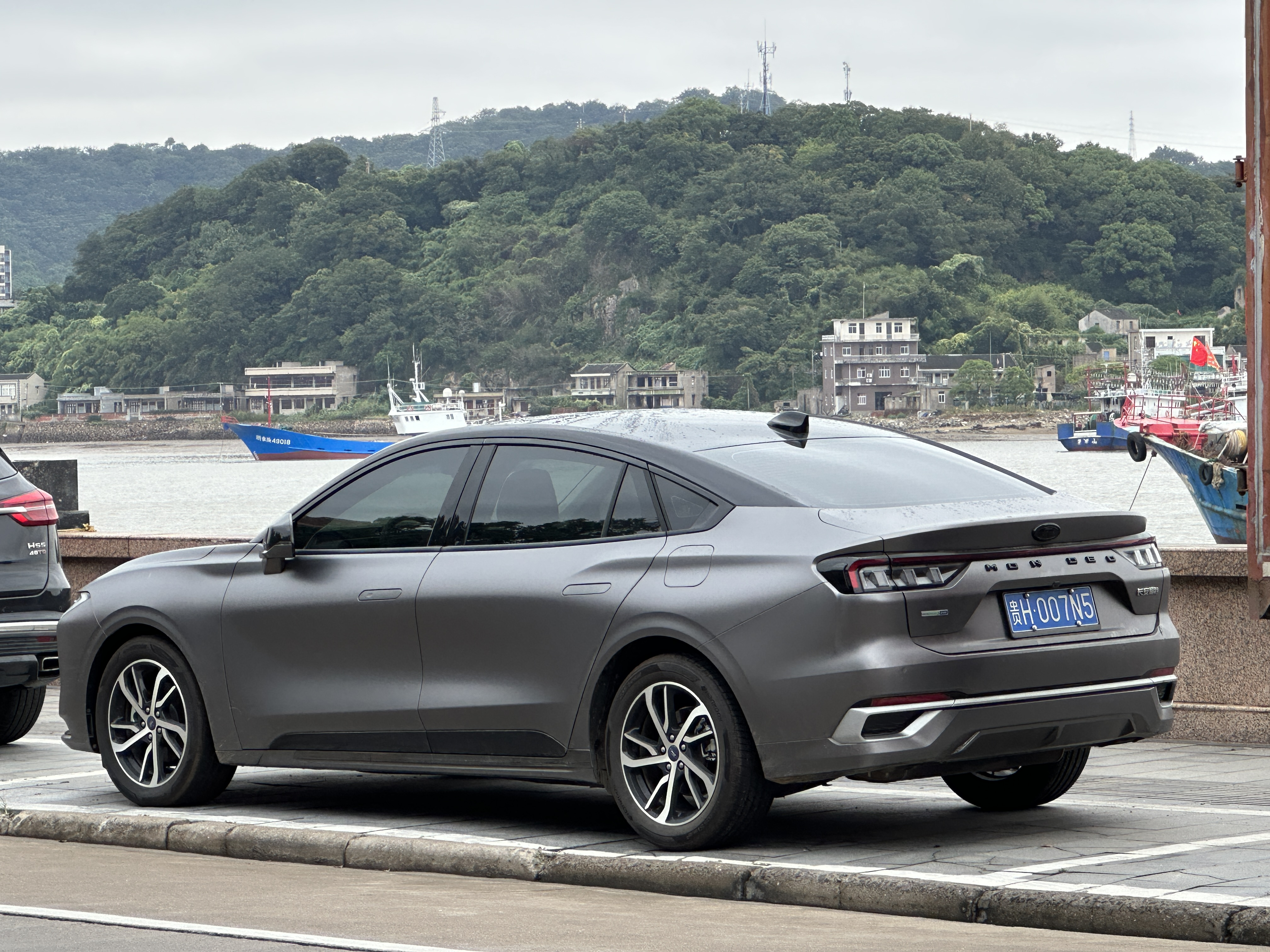
Ford Mondeo 6

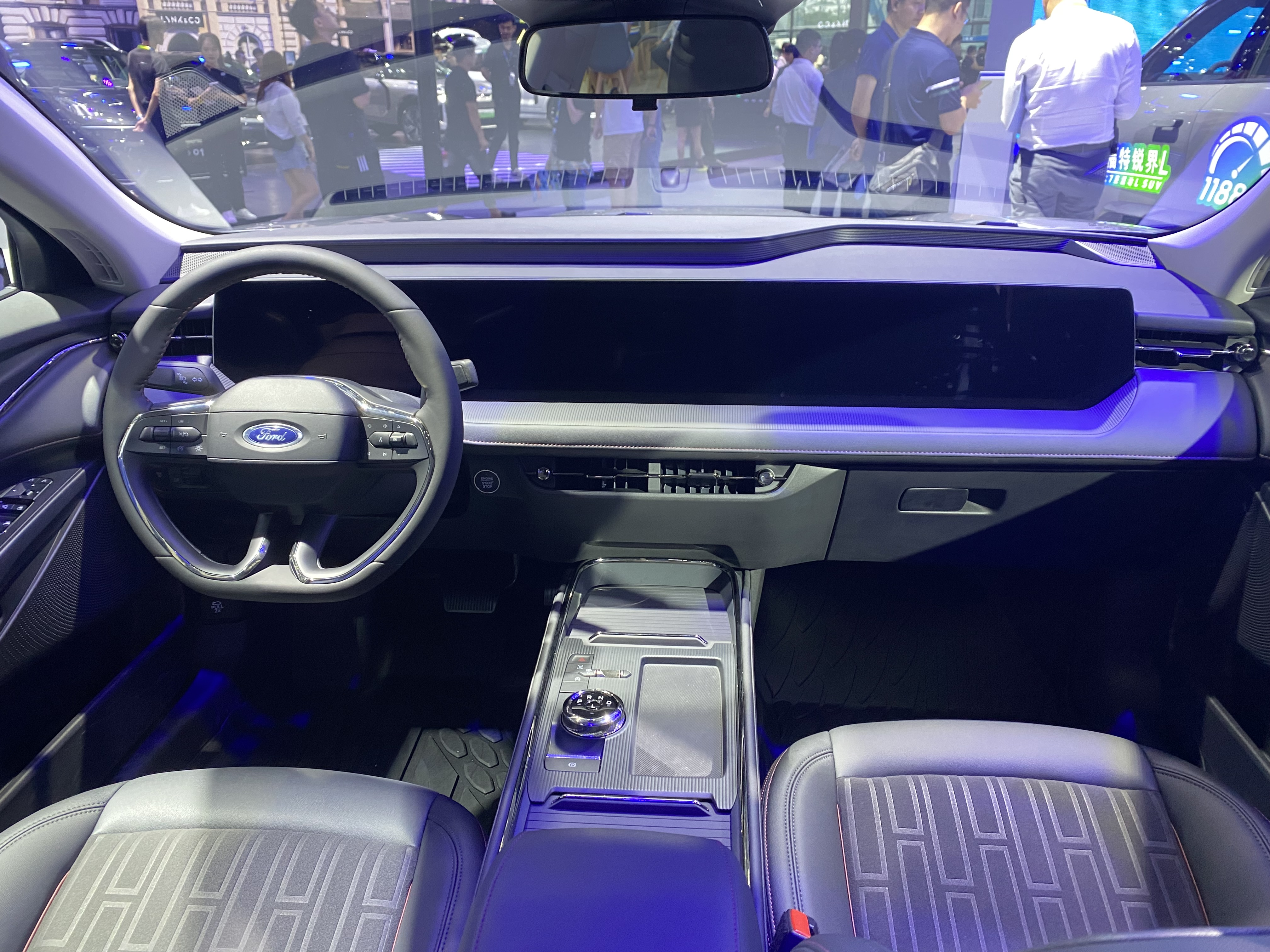

Седан Mondeo шостого покоління було випущено в Китаї в січні 2022 року на спільному підприємстві Changan Ford. Ford підтвердив, що модель не продаватиметься в Європі та Північній Америці. Це заміна попереднього Mondeo попереднього покоління та Taurus на китайському ринку. Автомобіль є аналогом кросовера Evos і має ту саму платформу, що й розкішний Lincoln Z середнього розміру. Він продається на Близькому Сході як Ford Taurus.

### Двигуни
- 1.5 L Ecoboost turbo I4 181 к.с.
- 2.0 L CAF488WQC Ecoboost turbo I4 238 к.с.

## Продажі
| Ринок                                  | 1993               | 1994           | 1995    | 1996    | 1997    | 1998           | 1999                  | 2000                  | 2001    | 2002                   | 2003    | 2004    | 2005    | 2006    | 2007    | 2008    | 2009    | 2010   | 2011    |
| -------------------------------------- | ------------------ | -------------- | ------- | ------- | ------- | -------------- | --------------------- | --------------------- | ------- | ---------------------- | ------- | ------- | ------- | ------- | ------- | ------- | ------- | ------ | ------- |
| Німеччина                              | 58,314             | 82,171         | 87,532  | 89,413  | 87,527  | 84,781         | 47,712                | 30,692                | 65,642  | 61,323                 | 45,101  | 34,134  | 32,942  | 28,108  | 29,067  | 32,678  | 23,842  | 20,304 | 22,555  |
| Велика Британія                        | 88,660             | 127,144        | 118,040 | 100,725 | 107,239 | 99,729         | 77,183                | 69,377                | 86,559  | 72,016                 | 60,046  | 60,441  | 57,589  | 48,021  | 47,800  | 44,150  | 34,418  | 30,115 | 20,297  |
| Росія                                  | н/д                | н/д            | н/д     | н/д     | н/д     | н/д            | н/д                   | 241                   | 1,031   | н/д                    | н/д     | 3,866   | 6,173   | 10,120  | 8,188   | 13,299  | 7,322   | 10,961 | 15,118  |
| Франція                                | 27,784             | 36,738         | 26,298  | 23,872  | 22,921  | 21,810         | 25,996                | 10,762 (за 6 місяців) | н/д     | 17,755 (за 10 місяців) | 15,801  | 8,643   | 8,141   | 5,322   | 8,272   | 9,445   | 7,944   | 5,616  | 4,437   |
| Нідерланди                             | 8,318              | 12,220         | 12,555  | 14,934  | 12,479  | 12,284         | 9,452                 | 8,041                 | 12,552  | 10,888                 | 8,547   | 4,830   | 4,045   | 3,800   | 5,327   | 9,958   | 4,975   | 3,711  | 2,456   |
| Швейцарія                              |                    |                |         |         |         |                | 43,622 (за 1993 — 99) | н/д                   | н/д     | н/д                    | н/д     | н/д     | н/д     | н/д     | н/д     | 1,610   | 1,046   | 866    | н/д     |
| Ірландія                               | н/д                | н/д            | н/д     | н/д     | н/д     | н/д            | н/д                   | н/д                   | н/д     | н/д                    | 3,214   | 3,441   | н/д     | н/д     | 3,689   | 6,737   | 1,505   | 1,637  | 1,631   |
| Іспанія                                | н/д                | 1,792 (січень) | н/д     | н/д     | н/д     | н/д            | н/д                   | н/д                   | н/д     | н/д                    | 23,403  | 23,592  | 21,228  | 15,221  | 16,771  | 12,760  | 8,350   | 6,243  | 4,397   |
| Швеція                                 | 5,669*             | 6,518          | 5,466   | 6,180   | 7,645   | 6,255          | 4,996                 | 4,478                 | 7,751   | 6,490                  | 5,516   | 4,333   | 3,238   | 2,293   | 3,459   | 2,941   | 2,635   | 2,979  | 3,043   |
| Норвегія                               | н/д                | н/д            | н/д     | н/д     | н/д     | 3,191          | н/д                   | 1,363                 | 4,605   | 3,305                  | 2,796   | 3,239   | 2,212   | 1,558   | 3,123   | 4,745   | 3,466   | 3,422  | 3,207   |
| Данія                                  | 973 (за 5 місяців) | н/д            | н/д     | н/д     | н/д     | 5,010          | н/д                   | н/д                   | 5,688   | 4,550                  | 2,988   | 3,955   | 3,701   | 3,517   | 3,644   | 1,896   | 2,297   | 3,161  | 3,022   |
| Фінляндія                              | н/д                | н/д            | н/д     | н/д     | н/д     | 4,908          | н/д                   | н/д                   | 4,618   | 4,265                  | 4,097   | 3,082   | 2,653   | 1,889   | 2,735   | 2,893   | 1,955   | 2,332  | 2,209   |
| Польща                                 |                    |                |         |         | 2,478   | 4,715          | 3,309                 | 1,798                 | 2,668   | 5,003                  | 6,866   | 7,130   | 3,874   | 2,956   | 3,666   | 6,424   | 5,436   | 5,535  | 4,096   |
| Чехія                                  | н/д                | н/д            | н/д     | н/д     | н/д     | н/д            | н/д                   | н/д                   | н/д     | 1,818                  | 1,746   | 969     | 777     | 709     | 594     | 780     | 1,788   | 1,418  | 1,813   |
| Греція                                 | н/д                | н/д            | н/д     | н/д     | н/д     | н/д            | н/д                   | 813                   | 2,750   | 3,014                  | 2,675   | 2,572   | 2,108   | 1,497   | 2,166   | 2,582   | 1,502   | 745    | 362     |
| Латвія                                 | н/д                | н/д            | н/д     | н/д     | н/д     | н/д            | н/д                   | 12                    | 96      | 119                    | 120     | 111     | 126     | н/д     | н/д     | н/д     | 23      | 36     | 50      |
| Європа                                 | 259,650            | 373,169        | 350,431 | 319,676 | н/д     | 311,000        | 231,522               | 189,671               | 286,794 | 250,316                | 199,370 | 183,357 | 165,303 | 131,749 | 148,818 | 163,262 | 114,659 | 98,138 | 86,433  |
| США (Focus Contour + Mercury Mystique) | 0                  | н/д            | н/д     | н/д     | 150,000 | 139,838+38,274 | 134,487+39,531        | н/д                   | 0       | 0                      | 0       | 0       | 0       | 0       | 0       | 0       | 0       | 0      | 0       |
| Весь світ                              | н/д                | н/д            | н/д     | н/д     | 577,587 | 513,439        | н/д                   | 194,072               | н/д     | н/д                    | н/д     | н/д     | н/д     | н/д     | н/д     | н/д     | н/д     | н/д    | 178,134 |

- — разом з Ford Sierra

## Зноски
1. ↑  Strategic Management: Cases. Dame. 1997. Архів оригіналу за 7 листопада 2021. Процитовано 4 травня 2021. (англ.)
2. 1 2  Eberhard Kittler: Deutsche Autos seit 1990, Band 6: Mercedes, Ford, Opel und Porsche, ISBN 3-613-02052-1
3. ↑  DRIVE-TEST: Mazda6, Ford Mondeo и Toyota Avensis — кто лучше в D-классе? [Архівовано 13 травня 2010 у Wayback Machine.] 22.02.2008
4. ↑  Mondeo kommt ein Jahr später [Архівовано 13 жовтня 2014 у Wayback Machine.] 29.12.2013 (нім.)
5. ↑  Как мы тестировали Ford Mondeo. automoto.ua. Архів оригіналу за 15 серпня 2016. Процитовано 10 серпня 2016.
6. ↑  Best Selling Cars – Matt's blog. Архів оригіналу за 29 жовтня 2012. Процитовано 27 жовтня 2012.